# Convento de San Francisco (Valladolid)
El convento de San Francisco, de Valladolid, España, fue fundado en el siglo XIII y situado extramuros de la ciudad, frente a la plaza del mercado (que sería la futura plaza Mayor). El convento fue protegido y patrocinado en ese siglo por doña Violante, esposa del rey Alfonso X el Sabio. Su existencia incidió mucho en la vida social y religiosa de Valladolid alargando su vida hasta 1836, en que fue demolido y su enorme solar fue parcelado puesto a la venta. A partir de esa fecha, pasa a formar parte del patrimonio perdido de Valladolid.
Cristóbal Colón murió en Valladolid en mayo de 1506 y fue enterrado en la iglesia de este convento de franciscanos, aunque sigue sin saberse en qué casa u hospital murió exactamente. Durante la conmemoración del V centenario de su muerte, el ayuntamiento de Valladolid colocó una placa en su recuerdo en el lugar donde se hallaba el convento de San Francisco.

## Historia del convento

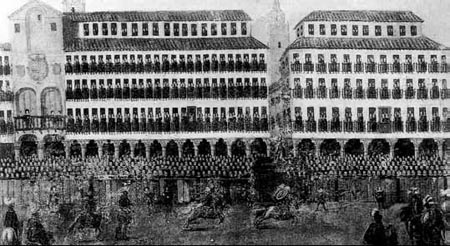
Representación del convento de San Francisco en una pintura de 1656

Los franciscanos llegaron a la ciudad de Valladolid en el primer tercio del siglo XIII, aunque hay muchas discusiones sobre la fecha exacta. El documento de fundación está perdido y los distintos historiadores e investigadores han ido barajando fechas acordes con otros acontecimientos y con los viajes que el propio san Francisco hiciera a España para fundar conventos. El arquitecto y académico de Bellas Artes Juan Agapito y Revilla hace mención a la fecha de 1210 como llegada de los franciscanos a Valladolid tomando como referencias las opiniones de los historiadores de esta ciudad Matías Sangrador y Vítores, Juan Ortega Rubio, Casimiro González García-Valladolid y Juan Antolínez de Burgos (el historiador más antiguo) que dice en su Historia de Valladolid:

La fundación del convento del Señor San Francisco de Valladolid fue en la era de 1248, que es año de 1210, por uno de los compañeros del Santo llamado fray Gil, lo cual fue dos años después de su conversión y a los 27 de su edad. [...]

El historiador Manuel Canesi también hace mención de este fraile; dice que nació en Asís y que fue primero discípulo y después compañero de San Francisco.
En los primeros años del siglo XX se dio a conocer un manuscrito –que se había dado por perdido– llamado Manuscrito de fray Matías de Sobremonte, escrito en 1660, con el título abreviado de Historia inédita del convento de San Francisco de Valladolid. Lo descubrió el erudito Antonio de Nicolás que dedicó todo un capítulo en el Boletín de la Sociedad Castellana de Excursiones, tomo I; los estudiosos del texto y divulgadores fueron Agapito y Revilla y José Martí y Monsó; se guardó el original en la biblioteca del Colegio de Santa Cruz de Valladolid. El autor de dicho manuscrito es el padre franciscano Matías de Sobremonte. Este fraile fue un estudioso de la historia de los conventos de su orden, entre los que se cuenta este de Valladolid. Sobremonte habla de la tradicional fecha de 1210 como fundación del convento vallisoletano pero al mismo tiempo lo pone en duda haciendo otras consideraciones. Investigadores de los siglo XX y siglo XXI han asegurado una fecha posterior, hacia 1230, estando completamente de acuerdo en cuáles fueron los comienzos y en su posterior traslado en la década de los 60 del siglo XIII.

### Comienzos y traslado
La reina Berenguela de Castilla, esposa del rey de León Alfonso IX, cedió a los padres franciscanos los terrenos de una finca que se hallaba en la zona conocida como Río de Olmos. Es posible que esto sucediera hacia 1230, pero la fecha es controvertida. Este lugar estaba bastante alejado de la ciudad además de considerarse bastante insalubre para vivir y al estar alejado de la villa las limosnas eran pocas. Los franciscanos tratan siempre de edificar sus conventos en la propia ciudad, o al menos en las afueras cercanas, pues su condición de predicadores y mendicantes requiere un continuo roce con la ciudadanía. Algunos años más tarde otra reina, Violante, esposa de Alfonso X el Sabio les ofreció un terreno y unas casas cerca de la primera muralla, para su posible traslado. Para esto dictó una carta-donación el 6 de marzo de 1267, firmada en Sevilla, en la que declaraba que cedía terreno y casas

... a pro é á salud é honra del Rey é de mis fijos e de mi compañía.

El amplio solar estaba situado extramuros pero pegado a la gran extensión que por entonces se utilizaba como mercado. Pasados los siglos todo este espacio quedaría en lo más céntrico de la ciudad de Valladolid. Al principio tuvieron los frailes muchas dificultades con el traslado pues contaban con la oposición del abad, del infante Sancho y del Cabildo Colegial, pero el apoyo de la reina Violante fue definitivo para la nueva ubicación de los franciscanos. Un siglo más tarde, otra reina, María de Molina, protegería también este convento, haciendo donación de unas casas-palacio que ella conservaba adyacentes a las instalaciones de los franciscanos y que daban a la calle de Olleros y que formarían parte de la ampliación.

### Extensión del recinto conventual

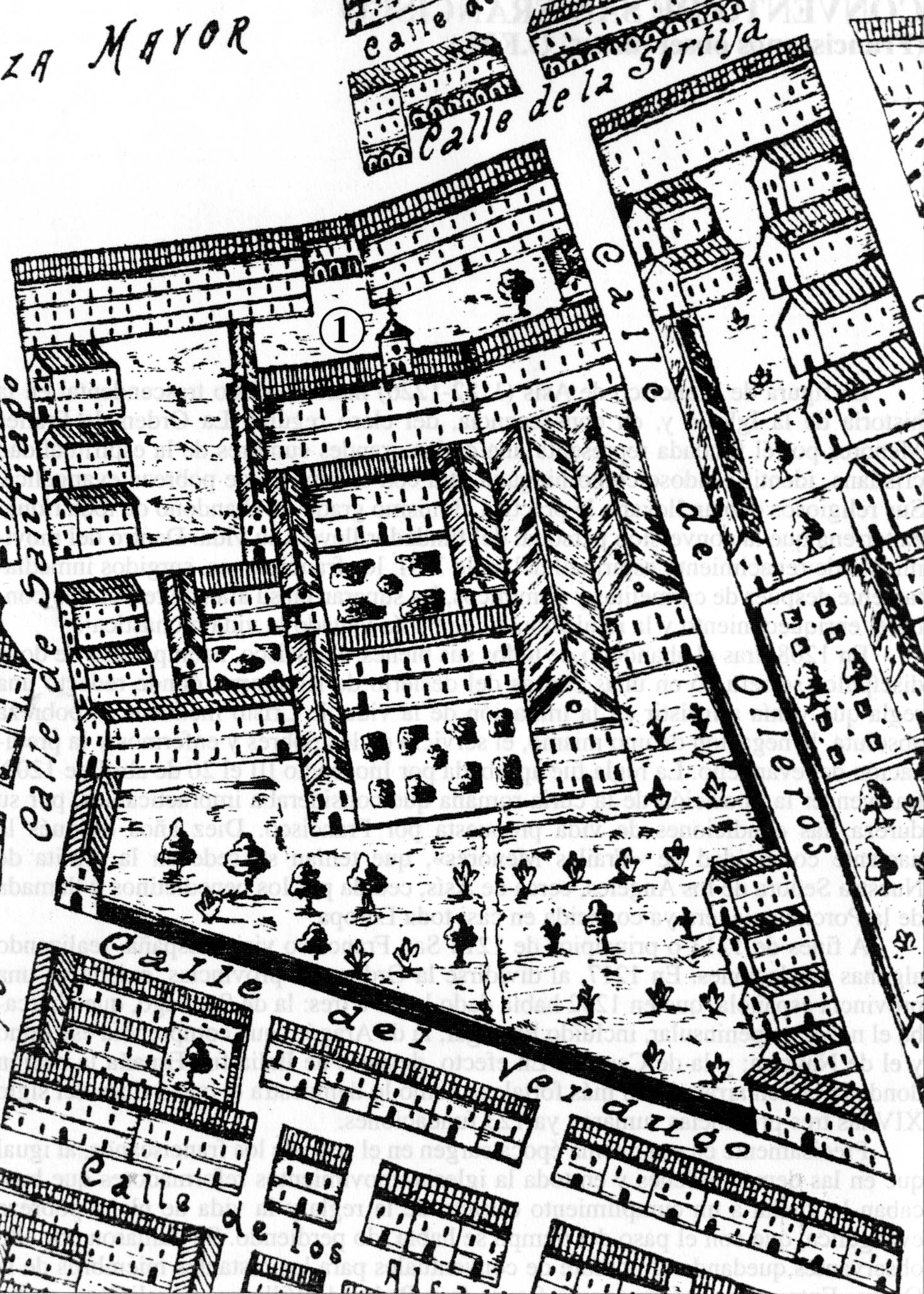
Plano de Ventura Seco, 1738. El 1 es la ubicación del convento que se extiende hacia el sur y hacia los lados

El perímetro conventual llegó a comprender un gran espacio que se extendía por todo el frente que daba a la plaza del mercado (futura plaza Mayor y futura Acera de San Francisco), daba vuelta a la esquina en la calle de Olleros y por esta calle hacia el sur llegaba a la calle del Verdugo, nombrada calle de Montero Calvo después de la desamortización; proseguía por esta calle hasta desembocar en la calle de Santiago y desde allí subía hacia el norte hasta llegar otra vez a la Acera de San Francisco. En todo este enorme solar estaban las dependencias monacales, iglesia, varios claustros, hospedería, huerta, corrales y jardines. Además había casas de viviendas particulares vendidas o cedidas por los propios franciscanos, el hospital de Juan Hurtado y unas dependencias concejiles junto a la puerta principal que daba al mercado. Estas dependencias fueron utilizadas mientras se construía el antiguo edificio del Ayuntamiento.
Estaba rodeado de una cerca que lo protegía, como era común en todos los conventos y monasterios, en la que se abrían tan solo dos puertas: una era el acceso desde la plaza Mayor, la puerta principal. Se llegaba a un gran corralón e inmediatamente después estaba la iglesia que ocupaba el espacio que sería después la calle de Constitución. La otra entrada estaba por la calle Santiago, a la altura de la propia iglesia de Santiago. Se llamó Puerta de las Carretas y en ella se hizo en 1599 una portada con arco, cornisa y frontispicio con una hornacina donde se colocó una escultura de San Francisco hecha de alabastro y piedra. Después de traspasar la puerta se llegaba a la iglesia por medio de un estrecho callejón.

### Vida del convento hasta su demolición
Los franciscanos de este convento desplegaron una gran influencia espiritual en la vida social de Valladolid. Supuso además un gran aporte cultural y su historia fue muy rica en acontecimientos religiosos. Su desaparición total en 1836 fue una gran pérdida para la ciudad, aunque al mismo tiempo, la recuperación del extenso solar trajo consigo una importante transformación urbanística en un Valladolid que crecía por esa zona y que necesitaba de la creación de edificios y de vías de acceso.
A comienzos del siglo XV los monjes franciscanos habían llegado a una forma de clausura bastante relajada. En 1416 hubo un movimiento reformista agrupándose varios conventos que eligieron al de Valladolid como cabeza de la Provincia franciscana de la Inmaculada Concepción. Por entonces este convento tenía una numerosa comunidad. Hasta el punto que el padre Sobremonte dice en su historia

... eran tantos que no cabían en el coro.

En el convento tenían lugar importantes eventos relacionados con la vida religiosa en general o con la vida civil de la ciudad:
- En 1570 fray Juan Pérez de Pineda (1513?-1593?) (que tuvo problemas con la Inquisición), decidió cambiarse desde la Provincia de Santiago, a la Provincia de la Concepción en el convento de Valladolid, donde fue bien acogido y residió bastante tiempo. Juan de Pineda, erudito predicador, fue uno de los mejores escritores de su época en lengua castellana.

- Juan de Zumárraga, primer obispo de Nueva España, nombrado por Carlos I en 1528, tuvo que regresar a España para ser consagrado, ceremonia que tuvo lugar el 27 de abril de 1533 en este convento.

- En 1695 se celebró la consagración del presidente de la Chancillería de Valladolid, Francisco Juániz de Muruzábal y Ocáriz, nombrado arzobispo de Cartagena. La gran comitiva entró en la iglesia por la capilla de Copacabana haciendo diferenciación entre hombres y mujeres; las mujeres entraron por el pórtico del claustro en la nave de Santa Juana. La comunidad en pleno salió a recibir a la ilustre comitiva.[16] Después de la ceremonia religiosa, el acontecimiento terminó con la celebración de festejos con juegos artificiales, bebidas y dulces.

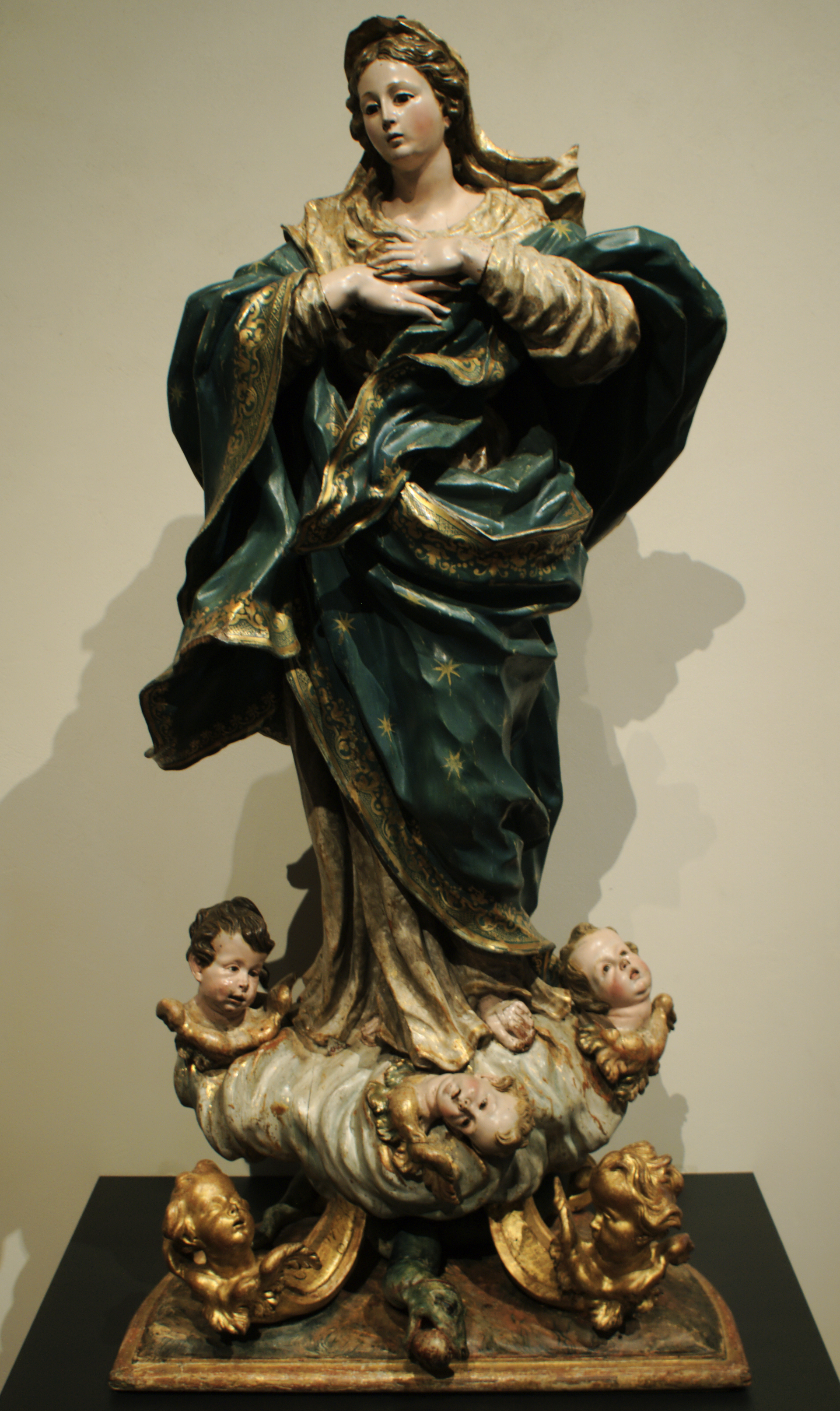
Imagen de la Inmaculada, situada habitualmente en el coro. Autor Pedro de Sierra

- En 1740 se celebró en el convento el capítulo general de la Orden. Hubo una gran procesión el 5 de junio, día de Pentecostés, Imagen de la Inmaculada, situada habitualmente en el coro. Autor Pedro de Sierra en la que sacaron a desfilar un gran número de santos (detrás de cada cual iba un religioso con capa pluvial), cerrando la comitiva la imagen de la Purísima Concepción que se hallaba habitualmente en el coro de la iglesia. Este acontecimiento fue muy festejado en la ciudad y ampliamente narrado por C. González García Valladolid en sus Recuerdos y grandezas. También Ventura Pérez hace mención en su Diario de Valladolid en la sección que titula Capítulo general de San Francisco en esta ciudad.[17]

[...] El día 4 de junio, víspera de Pascua del Espíritu Santo, se eligió el general y salió electo fray Cayetano Labrino, napolitano, de la provincia de Nápoles, comisario general de la curia romana y otros honores. […]

- En los años 1746 y 1747 se celebraron grandes fiestas con motivo de la canonización de San Pedro Regalado, patrono de Valladolid. El 20 de junio de 1747 trasladaron la imagen de este santo desde la capilla de Copacabana a la catedral. Ventura Pérez hace un extenso relato de más de siete carillas en su libro de memorias.[18]

[...] Iba delante un batallón de soldados muy lucidos con sus uniformes a manera de guardia, casacas azules y chupas y calzones encarnados. [...] Entonaron el Te Deum con gran estrépito de clarines, timbales, violines, trompas y contrabajo; hubo muchos músicos forasteros, y concluido que fue iluminaron primorosamente la fachada [...]

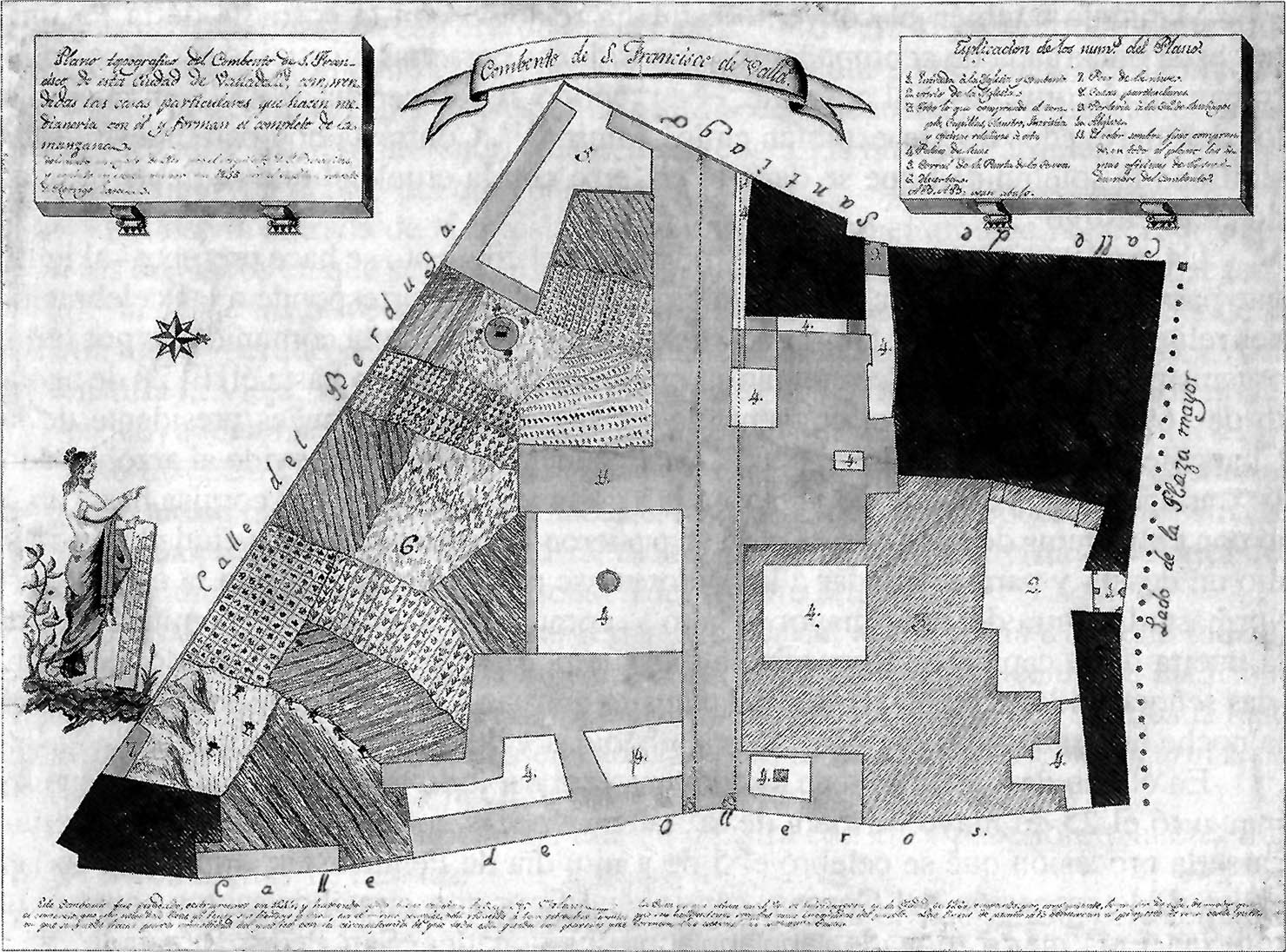
Plano de Rodrigo Exea (1835), copiando el original de Francisco Benavides de 1810. Conservado en el Museo de Valladolid
1 Entrada a la iglesia y convento.
2 Atrio de la iglesia.
3 Todo lo que comprende el templo, capillas, claustro, sacristía y oficinas relativas a este.
4 Patios de luces.
5 Corral de la puerta de las casas.
6 Huerta.
7 Pozo de la nieve.
8 Casas particulares.
9 Portería de la calle de Santiago.
10 Aljibe.
11 El color sombra flojo comprende en todo el plano las demás oficinas de la servidumbre del convento.

La vida del convento y su relación con la ciudad transcurrió sin sobresaltos hasta la Guerra de la Independencia Española en que fueron suprimidas todas estas casas religiosas. El 18 de agosto de 1809 obtuvieron una autorización especial para mantener abierta la iglesia (igual sucedió con otros conventos). En septiembre de ese mismo año se hizo un inventario de las obras suntuarias. Ortega Rubio apunta que en febrero de 1811 se derribaron las puertas principales, la fachada y el patio de la iglesia y comenzaron las obras para edificar casas. En febrero de 1814, terminada la contienda con Napoleón, regresaron los franciscanos a su convento que encontraron bastante reducido (ya se había vendido parte de él a particulares), hasta que en 1835 (como consecuencia de la Desamortización) se sacó también a pública subasta la huerta, que además de hortalizas tenía 80 árboles frutales y negrillos (olmos), más una noria en buen estado. El Boletín Oficial de Valladolid anunció el 6 de agosto de 1836 la venta del...

[...] edificio que fue convento de San Francisco situado en la Acera a que da nombre, con su iglesia, capillas, habitaciones altas y bajas, bodega, patios, huerta con su noria, aljibe, siete pozos de agua potable, otro para nieve, cuadras y pajares [...] tasado en 4 520 060 reales 17 maravedíes.

No consta que acudiera nadie a la oferta, por lo que la junta de ventas de edificios y efectos de los conventos desamortizados en la provincia de Valladolid tuvo que hacerse cargo y propuso la demolición a expensas del Estado. La demolición comenzó el 1 de febrero de 1837 y una vez derruidas todas las construcciones se pusieron a la venta los solares. Los compradores estaban obligados a ceder al Ayuntamiento 16 710 pies cuadrados para abrir una calle (que sería la de la Constitución) desde la portería de la calle de Santiago hasta la calle de Olleros (Duque de la Victoria). Muchas de las baldosas del convento sirvieron para pavimentar el Ayuntamiento viejo que estaba decrépito y para construir la torre del reloj. Casi un año después todavía continuaban las labores de derribo. Algunas obras de arte importantes pudieron ser rescatadas por el Estado y salvadas en el Museo Nacional de Escultura, pero la mayoría desaparecieron —al no haberse levantado actas— sin dejar rastro.

### El solar del recinto monacal del siglo XIX al XXI

Duque de la Victoria, antigua calle de Olleros. Montero Calvo, antigua calle del Verdugo y después Caldereros. El área de color naranja representa el perímetro total del convento

Finalmente, en 1847, el industrial Pedro Ochotorena compró al Ayuntamiento todo el terreno, comprometiéndose a abrir la calle requerida entre la puerta del convento que daba a la calle de Santiago y la calle de Olleros. Esta calle se llamaría Constitución. Abrió después otra vía perpendicular a Constitución que partiendo de esta llegaría a la del Verdugo —que en aquellos años había cambiado de nombre y se llamaba calle de Caldereros—. Esta nueva vía fue bautizada con el nombre de Mendizábal, en recuerdo y homenaje al ministro que había sido el propulsor de la Desamortización. Años más tarde la calle pasó a llamarse Menéndez Pelayo.

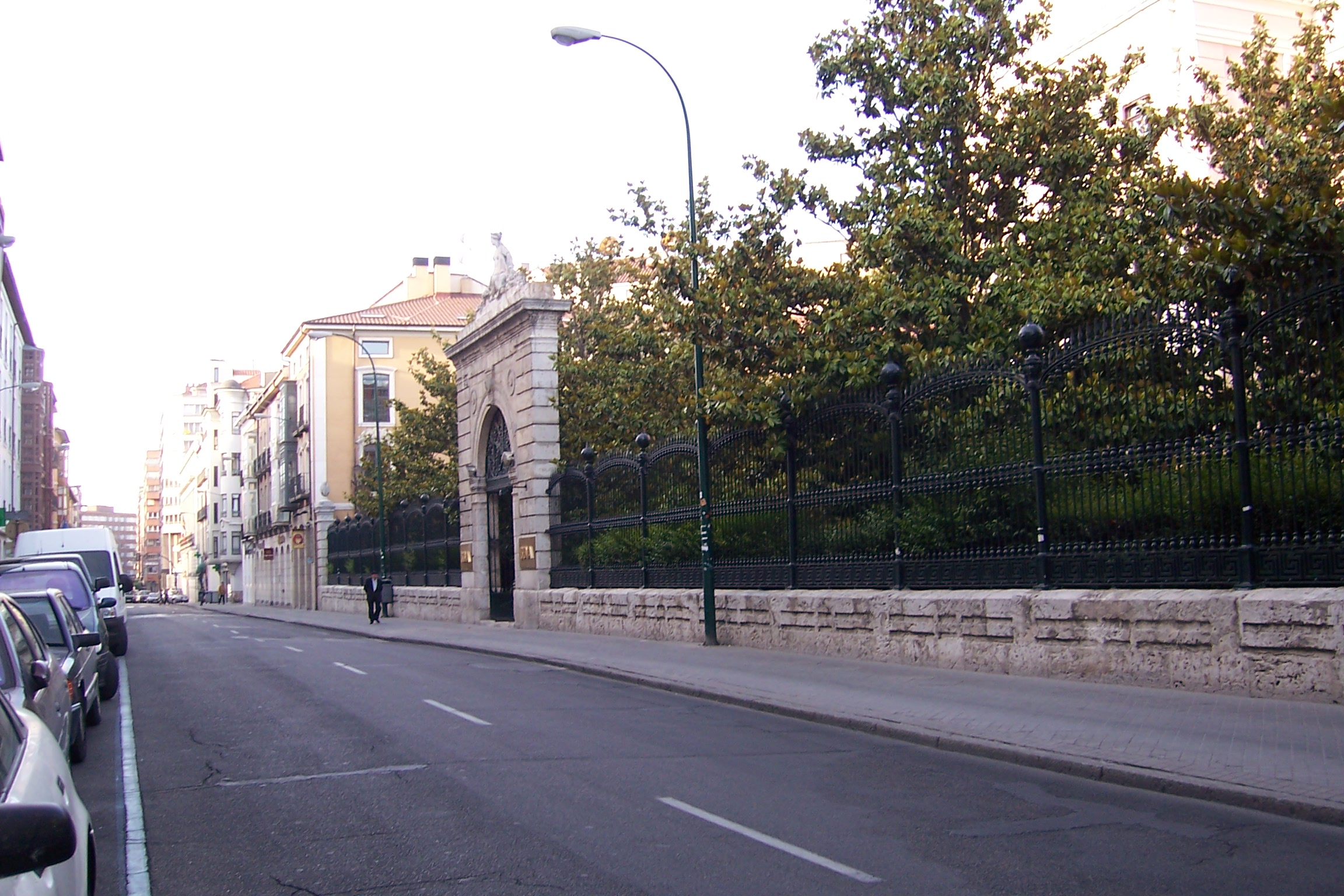
Banco Castellano en Duque de la Victoria, antigua Olleros

Poco a poco y entre los últimos años del siglo XIX y los primeros del siglo XX se levantaron edificios especiales y viviendas particulares. En 1853 la sociedad del Casino cultural adquirió un terreno que hacía esquina entre la calle Constitución y la de Olleros, donde levantaron un edificio que tuvo que ser construido de nuevo en 1901. En los últimos años del siglo siglo XIX, Antonio Ortiz Vega mandó construir un palacio de grandes proporciones, con amplio jardín, cuyo perímetro se extendía desde la calle del Duque de la Victoria (antigua Olleros) hasta la nueva vía de Menéndez y Pelayo (antes Mendizábal); en 1900, dicho palacio pasó a ser la sede del Banco Castellano.
En 1884 se construyó el Teatro Zorrilla, dando su fachada a la acera de San Francisco. Para no romper la armonía de los soportales de la plaza Mayor, se hizo la entrada principal al teatro por la calle de la Constitución. En 1928 se levantó el edificio de la Telefónica con fachada a Duque de la Victoria. En 1934 y haciendo esquina entre Constitución y Santiago se construyó el edificio de La Unión y el Fénix.
En la calle de la Constitución, frontero con el edificio del teatro de Zorrilla, se levantó el Hotel Europa (ya desaparecido). Cuando en la década de los años 1970 se derribó este hotel para comenzar las obras de los grandes almacenes de Galerías Preciados se descubrieron varios enterramientos y restos de columnas y cimientos del convento.

### Incendios
El gran incendio que tuvo lugar en Valladolid el 21 de septiembre de 1561 afectó también al convento, sobre todo a la fachada. Tras este desastre comenzaron en la ciudad las grandes obras de restauración y remodelación de la zona afectada, edificándose entonces la definitiva plaza Mayor. Para la Acera de San Francisco, Felipe II emitió una Real cédula el 23 de diciembre de 1564. En el punto 2 dispone lo siguiente:

Que se haga la portada de Sant Francisco, sacándola a nivel de las demás y encima se haga un corredor con un altar para decir misa y sobre este corredor, aya otros hasta ygualar con el alto de las casas de vn lado y del otro, de manera que el texearoz sea todo vno.

El 1 de junio de 1699, a las 12 y media de la noche hubo otro fuego menor que comenzó por las casas vecinas de la nave de Santa Juana.

### Cofradías
El convento estuvo muy vinculado a dos cofradías: la de la Vera Cruz y la de la Pasión. La cofradía de la Vera Cruz nació dentro del convento y aun después de tener su propia sede a finales del siglo XVI, los franciscanos siguieron cuidando de ella, siendo las relaciones siempre buenas entre ambos. La cofradía de la Pasión era la encargada de buscar por los caminos los restos mortales de los ajusticiados y descuartizados (por delito de sangre) y acompañarlos después, el Domingo de Lázaro (quinto domingo de Cuaresma), hasta el convento de San Francisco donde tenían dispuesto un lugar para su enterramiento, una capilla especial que servía de osario. Era la llamada capilla de los Ajusticiados.
En la capilla de San Antonio de Padua (descrita más abajo) tuvieron su patronazgo los cofrades-sastres de la Cofradía-Hermandad de los Mancebos Sastres a partir del siglo XVII. La capilla de los condes de Cabra tenía como patrono a la  Cofradía de Nuestra Señora de la pura y limpia Concepción.

Portadas de las dos iglesias que fueron sede de las cofradías
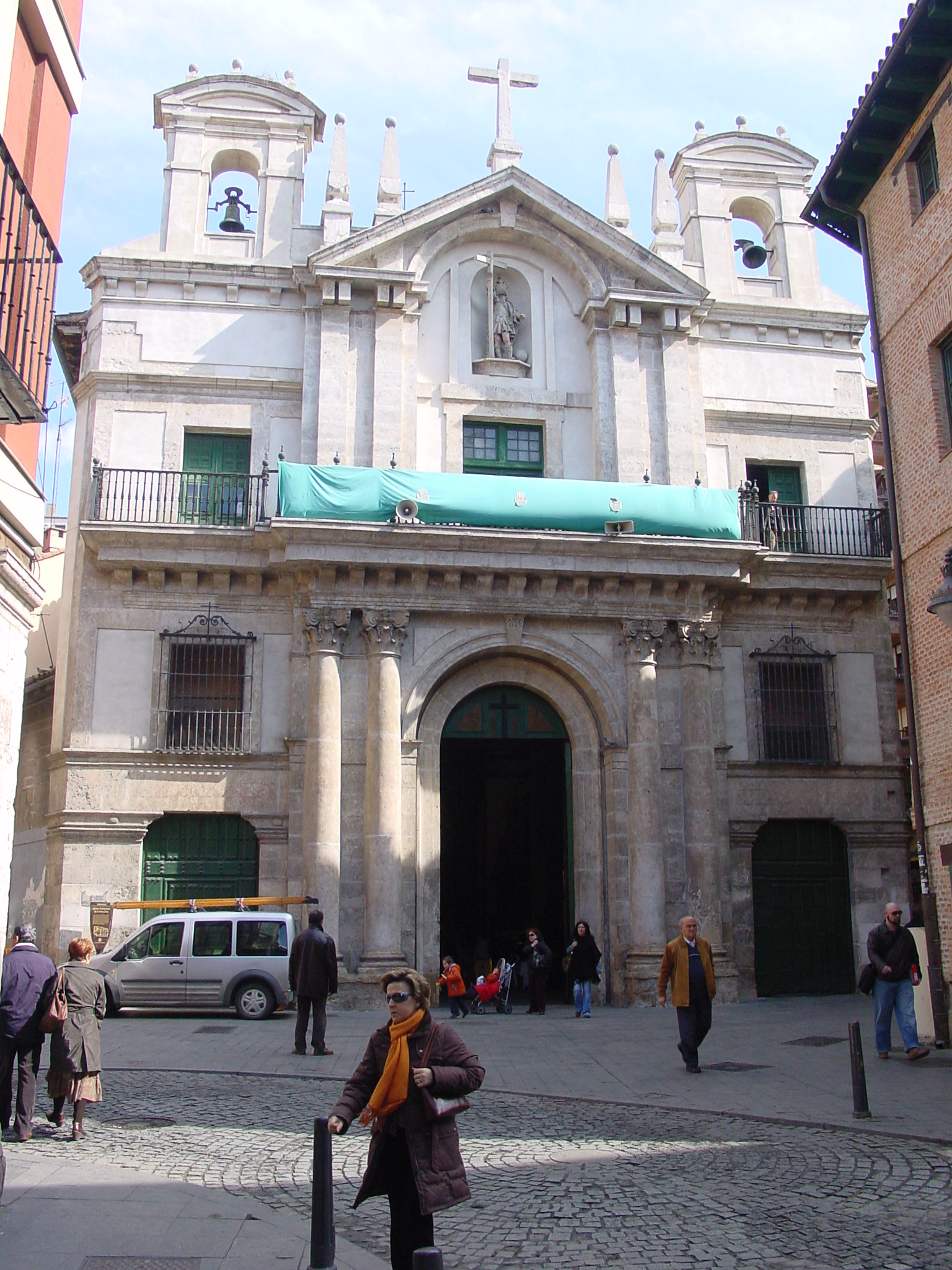
Portada de la iglesia de la Vera Cruz
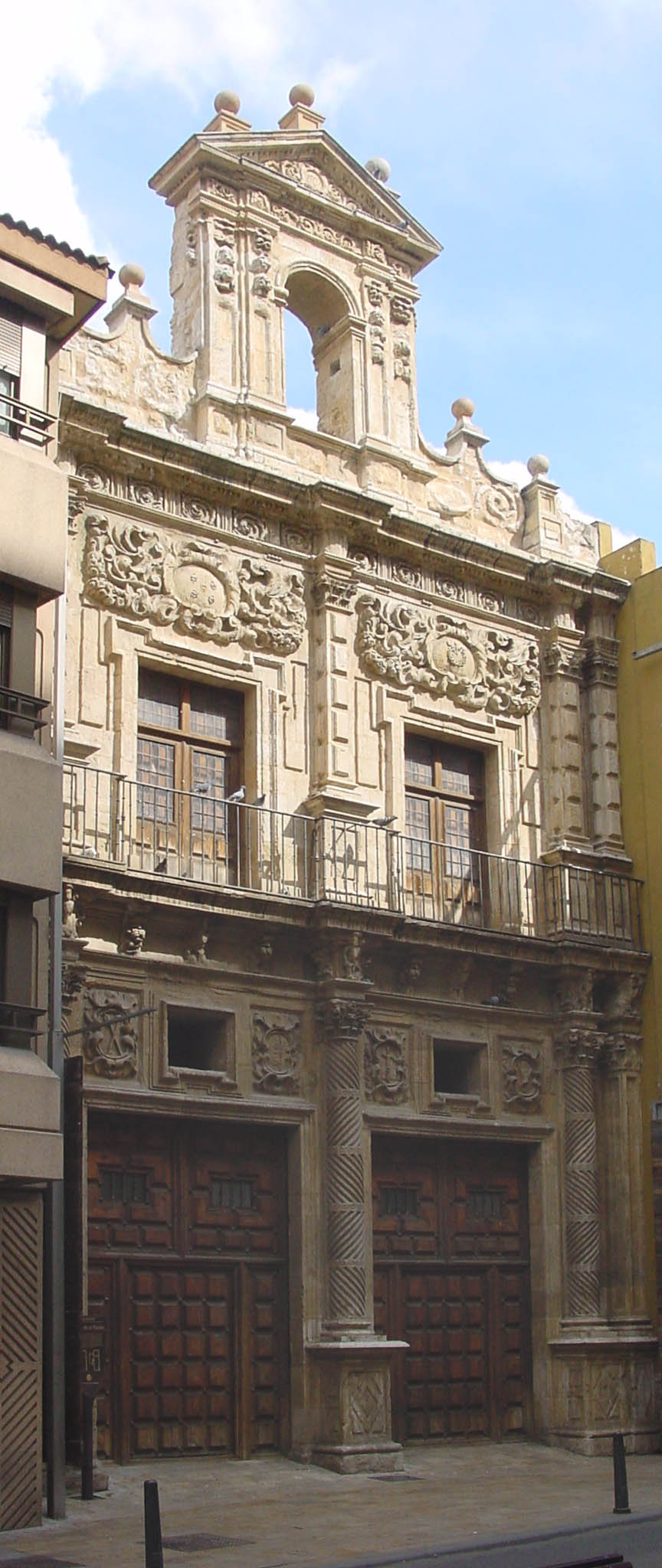
Portada de la iglesia de la Pasión

## Arquitectura y obras de arte

### Fachada a la plaza Mayor

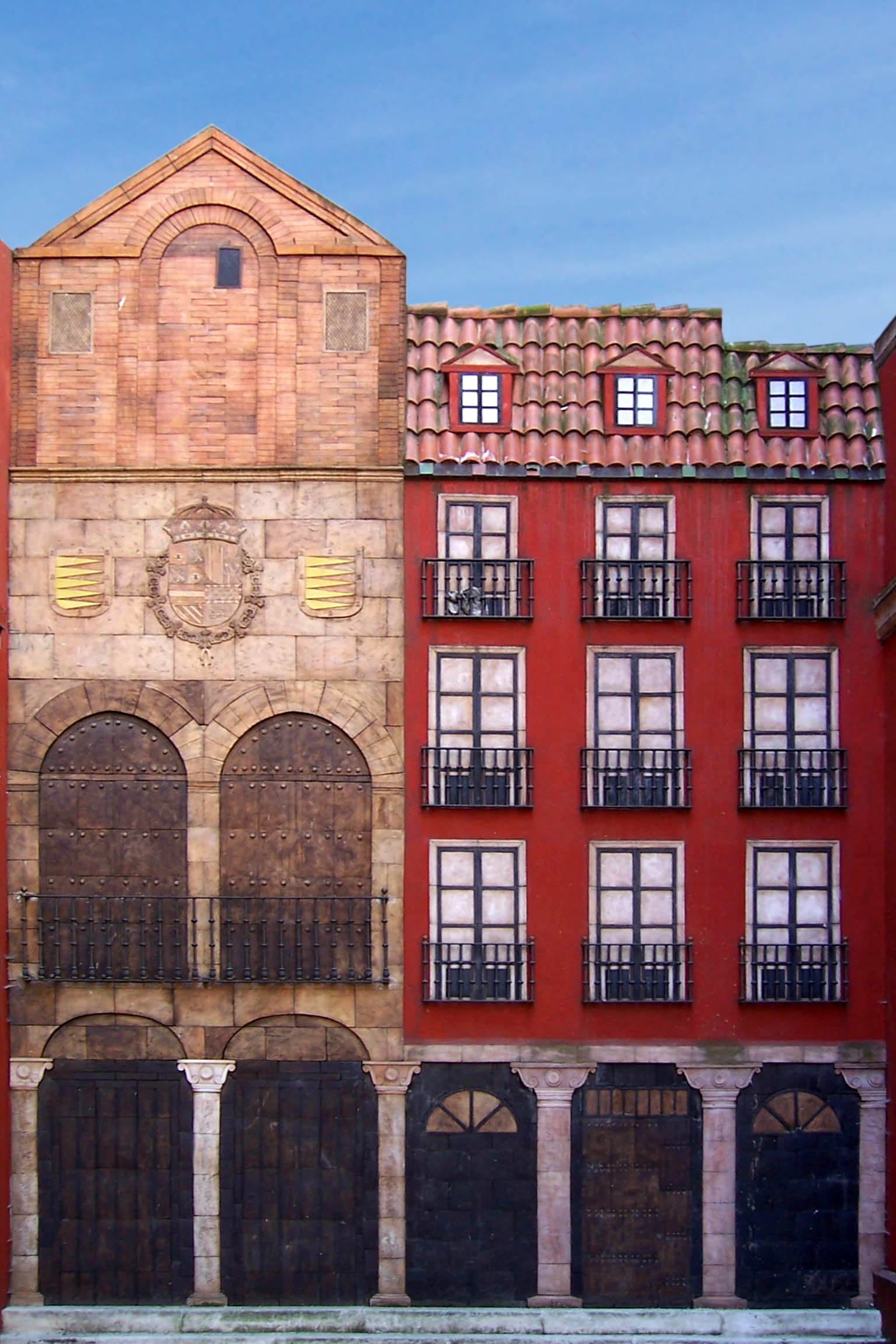
Portada del convento de San Francisco en Valladolid. Está realizada en cerámica y copiada de un dibujo de Ventura Pérez). Ubicada al fondo del callejón de San Francisco (sin salida) que antaño era una calle que daba a la Plaza Mayor por el lado norte. Desde esta calle se tenía la perspectiva de la portada del convento en la acera contraria

De la portada al exterior que daba a la plaza Mayor se tiene noticia gráfica en el dibujo de Ventura Pérez hecho en el siglo XVIII, así como en un lienzo de 1506 y otro de 1656. Sobremonte cuenta que ya entre 1455 y 1456, siendo arzobispo de Toledo Alfonso Carrillo de Acuña, se reformó la fachada, levantando entonces un segundo piso con un balcón corrido donde se podía instalar un altar, con el fin de que los mercaderes pudieran oír misa sin dejar de atender a su trabajo. Tras el incendio de 1561 y la Real Orden de Felipe II, se restauró la fachada con su balcón para la misa y se sacó a nivel de las otras fachadas de casas que había a derecha e izquierda. En 1727 se colocó en el frontón la imagen de San Francisco, siendo esto motivo de disputa y enfrentamiento entre los frailes y el Ayuntamiento, que protestó enérgicamente porque el convento había modificado la fachada sin permiso de la ciudad.

### La iglesia
Sobre el edificio de la iglesia no se conservan dibujos ni pinturas ni litografías. Sin embargo a través de los documentos guardados en el Archivo Histórico Provincial de Valladolid, en el Municipal y en el de Hacienda y a través de la descripción de historiadores y viajeros que llegaron a conocerlo puede hacerse una amplia descripción del templo tanto de su planta como del interior, de sus capillas y de sus obras de arte. Es muy estimable el inventario que se hizo en los años de la ocupación francesa, en 1809, cuando la primera exclaustración, de las obras de arte contenidas en la iglesia. Entre otros muchos enseres se contabilizaron 8 lámparas de bronce o metal dorado, 16 confesonarios y 22 altares.
La puerta principal de la iglesia había estado a los pies, al oeste, pero más tarde se cambió por la del lado norte, entre las capillas de Santa Catalina y la de San Antonio de los Cañedos. Esta puerta estaba precedida por un pórtico de sillería abovedado. La iglesia era de estilo gótico y tenía una sola nave que medía 39,20 m de largo por 12,60 m de ancho. En su origen solo estaba abovedada la capilla mayor, mientras el cuerpo de la iglesia se cubría con madera, hasta que en el siglo XVI se hicieron reformas y se modificó con siete bóvedas de crucería. El templo contaba con 10 capillas además de la capilla mayor. Todas las capillas fueron fundadas y patrocinadas por las familias linajudas más influyentes de la ciudad que además tomaron esos espacios como lugar de enterramiento. También personajes de la realeza fueron sepultados bajo las bóvedas de este convento.

#### Capilla mayor
En sus orígenes el convento fue una fundación real (patronazgo de tres reinas consecutivas, Berenguela, Violante y María de Molina), así que la capilla mayor también lo fue. Pasados los siglos, esta protección pertenecería a otros personajes, bien de la nobleza, bien mercaderes ricos que se podían permitir la ayuda económica.
Desde los comienzos del siglo XVI la familia de Gómez Manrique de Mendoza quiso acceder al patronazgo de esta capilla, aunque tuvo una fuerte oposición por parte de los frailes. Aun así en 1613 se sabe que Carlos Manrique de Mendoza, conde de Castro, enterró en esta capilla los restos de sus padres que había mandado traer desde Castrogeriz en Burgos. pero, o no consiguieron el patronazgo tal y como lo hubieran deseado o lo compartieron con el mercader Alonso de Portillo quien en 1543 contrató a los yeseros y albañiles Gaspar de Mendoza y Diego de Segovia para:

[...] enyesar, bañar y pincelar el casco y cruceros de la capilla mayo [...] bañar y pincelar las paredes que están debajo del altar mayor [...] hacer a donde acaban las repisas de la dicha capilla mayor un letrero pintado al fresco, dándonos vos el dicho Alonso de Portillo las letras dibujadas que tenemos que poner en el dicho letrero [...]

Se entraba en la capilla mayor por un arco apuntado y estaba separada del resto de la iglesia por una reja. Dentro de esta zona estaba situada la capilla de los Rivera (en el lado del Evangelio), las sacristías Vieja y Nueva y la capilla de San Bernardino, llamada resacristía por el padre Sobremonte. Contenía la capilla mayor varias obras de arte y lienzos muy valiosos, inventariados en 1809. Además del retablo mayor tenía otros dos laterales.
Retablos
La capilla mayor tuvo tres retablos mayores consecutivos y dos colaterales del siglo XVI que también fueron sustituidos por otros un siglo más tarde.
El primer retablo mayor fue adquirido y patrocinado en 1578 por los testamentarios de Gómez Manrique, hijo de los condes de Castro. Sobre este particular hizo Martí y Monsó un estudio exhaustivo, aportando documentación de tasadores y compradores.

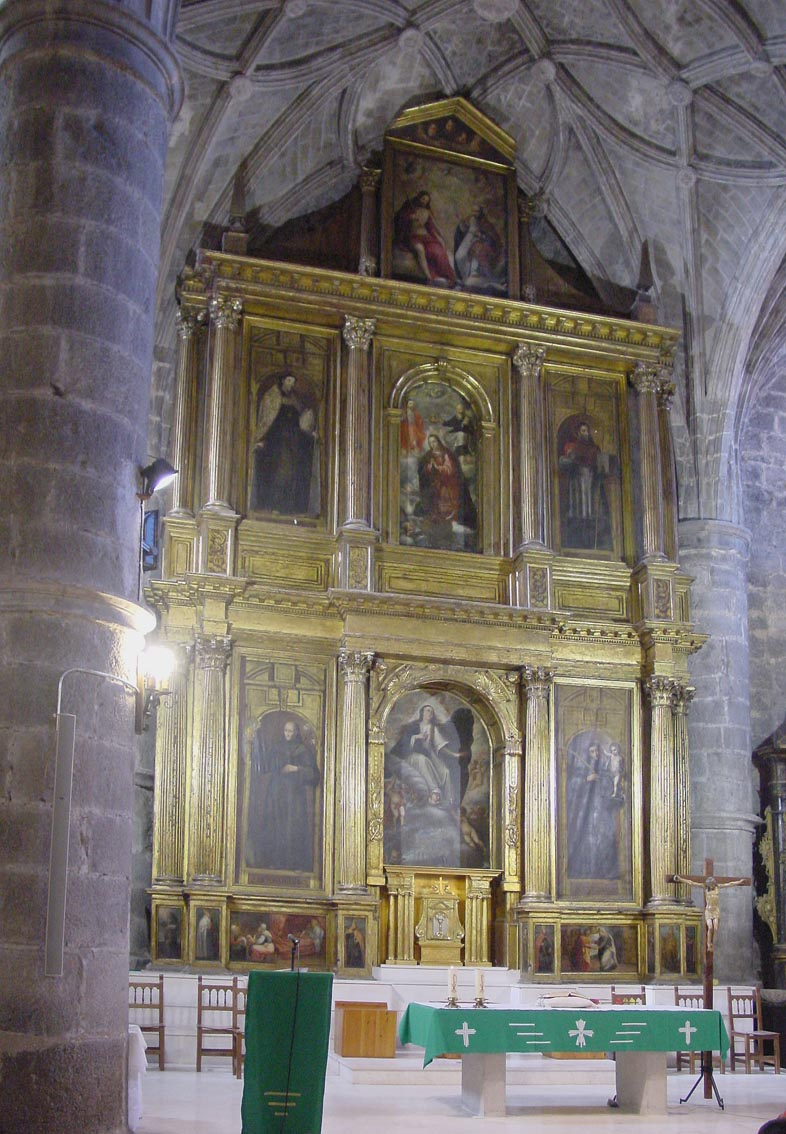
Segundo retablo que se halla en la parroquia de Laguna de Duero (Valladolid)

Hubo un segundo retablo con pinturas, que fue instalado hacia el año 1622 y duró unos pocos años pues hacia 1674 ya se había desmontado y vendido por el precio de 5000 reales a la parroquia de Laguna de Duero (Valladolid) donde lo ajustó el ensamblador Blas Martínez de Obregón. Consta de banco, dos cuerpos, tres calles y ático. En el primero están las efigies de San Antonio de Padua y San Bernardino de Siena. En el segundo está San Buenaventura y un obispo. Estos cuatro lienzos son de Diego Valentín Díaz. Los dos del centro representan la Asunción de la Virgen y la Coronación, obras de Diego Díez Ferreras. En el ático hay un lienzo del Padre Eterno y Jesucristo.
El tercer retablo mayor fue costeado por la Familia de los Mendoza en 1674. En el Archivo Provincial hay noticia de que en 1674 el dorador Miguel Jerónimo de Mondragón se comprometió a ejecutar el dorado de este retablo y tenerlo terminado en el plazo estipulado. Este retablo alcanzó a verlo el historiador Canesi. Fue una de las obras destacadas en el inventario de 1809.
Rejas
Tuvo la capilla mayor dos rejas consecutivas que sirvieron de separación del presbiterio con el resto de la iglesia. De la primera apenas se tiene noticia, solo que era obra pobre y deslucida, por lo que los frailes encargaron una segunda que trajeron de Vizcaya sin concluir. El trabajo de remate se le dio al rejero Rodríguez de San Pedro, del cual se tienen noticias confusas. Canesi y Martí y Monsó creen que fray Pedro Villate (lego rejero que trabajó en varias obras del convento) ayudó en la terminación de esta reja.
Inventario de 1809

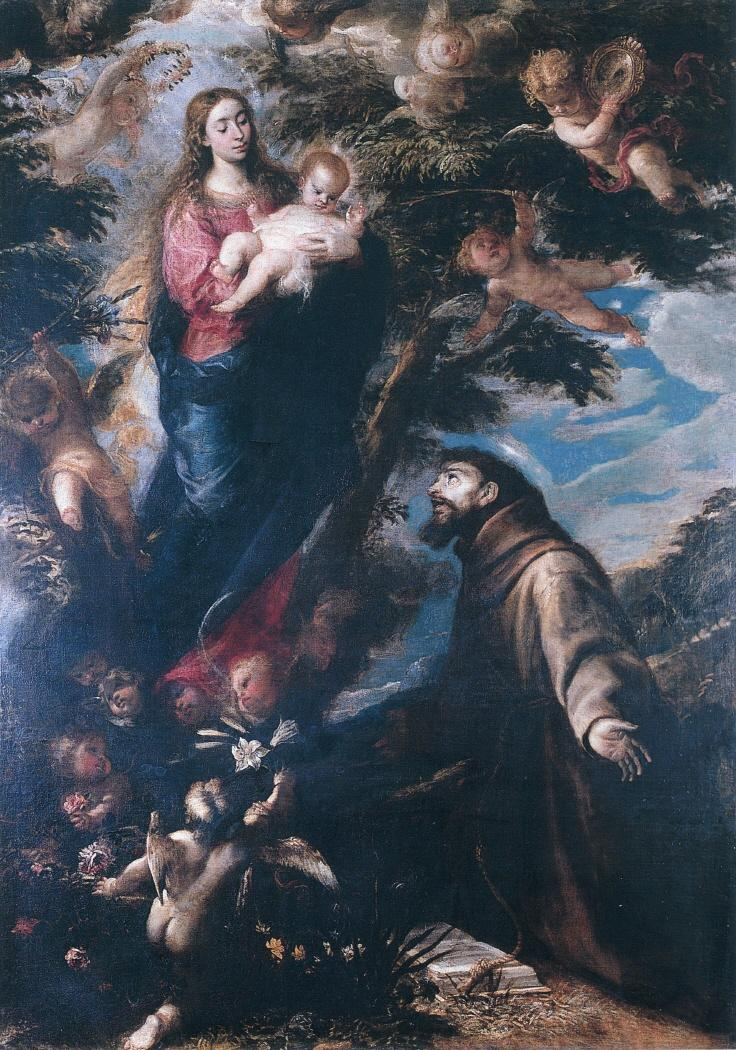
Nuestra Señora de pie con San Francisco de rodillas ante ella, del pintor Mateo Cerezo

En la pared norte había tres cuadros con marco sobredorado, representando a San José, Santo Domingo y San Francisco. En el muro frontero había otros tres, uno de ellos bien descrito por el viajero Ponz en su Viage a España: Nuestra Señora de pie con San Francisco de rodillas ante ella, del pintor Mateo Cerezo. Se encuentra en el museo Lázaro Galdiano de Madrid.

#### Capilla de los Rivera
Conocida también como capilla de la Inmaculada. Su fundador fue Andrés de Rivera (señor de la villa de Fuentes de Valdepero y corregidor (alcalde) de la ciudad de Burgos quien en su testamento de 1518 dejó bien explicado cómo debía ser la capilla y el lugar de su propio enterramiento. Dicha capilla debía edificarse en el solar de un corral que había pegado a la cabecera de la iglesia del convento:

[...] que salga la dicha mi capilla a la capilla mayor del dicho monasterio [...]

y se pondría bajo la advocación de Nuestra Señora de los Remedios. Andrés de Rivera daba toda clase de detalles, incluso de cómo tenía que ser el lienzo del retablo. Un siglo más tarde la capilla se encontraba en bastante mal estado y los frailes tuvieron que pedir a los descendientes del fundador una limosna para su mantenimiento.
Por la fecha de 1628 la capilla tenía un retablo con la imagen de la Inmaculada, del escultor Francisco de Rincón. Durante los años siguientes la capilla se mantuvo descuidada hasta que en 1675 fue transformada totalmente, cambiando de título y advocación y pasando a llamarse capilla de Nuestra Señora de Copacabana.

#### Capilla de Nuestra Señora de Copacabana
Ocupó el mismo espacio que la capilla de los Rivera, cambiando de advocación y de nombre. Entre los años 1676 y 1679 se hicieron obras de ensanchamiento y de reparación teniendo como resultado final un importante recinto. En 1679 se terminaron las obras y se llevó a cabo la ceremonia de bendición de la imagen de la Virgen de Copacabana que fue entronizada en su camarín.
La capilla fue patrocinada por fray Hernando de la Rúa, monje del convento que había tenido el puesto de Comisario General de las Provincias de Nueva España. Fray Hernando trajo desde América la imagen de Copacabana que fue muy querida y venerada. El maestro de cantería Juan Mazo realizó las obras de la capilla, con piedra traída del pueblo vallisoletano de Campaspero, bajo la dirección del maestro de obras Antonio de Bustamante. La capilla resultó ser un espacio bastante amplio, casi como una pequeña iglesia con capilla mayor, crucero, altar mayor y dos colaterales más otros dos en la nave, sacristía y coro con un pequeño órgano. En el exterior se remataba con un chapitel.
Retablo
El historiador Canesi hace referencia y describe el retablo ensamblado por el maestro Blas Martínez de Obregón. Tenía un pedestal con pilastras y columnas salomónicas en los dos cuerpos. En el primer cuerpo se situó la Virgen de Copacabana. Debajo del camarín había un cuadro de azulejos con el escudo de Ana Mónica Pimentel y Córdoba, VI condesa de Alcaudete, que había sido la primera camarera de la Virgen.
Puertas
Se rehízo la puerta principal de salida a la capilla mayor y se abrieron otras cuatro más pequeñas que daban salida al cuerpo de la iglesia y a la sacristía. Fue obra del ensamblador Obregón antes citado.
Inventario de 1809
Se contabilizaron cinco altares con su ajuar, un arca con siete vestidos de la Virgen, un arca con tres hábitos de franciscanos, un libro con conteras de plata de San Pedro Regalado, varios cuadros en las paredes. En el cuarto que había junto al camarín, para uso del sacristán, se inventarió una alacena, láminas con marcos sobredorados, dosel con forro de tisú, siete sillas de paja, una cama con tres colchones, una mesa, dos baúles pequeños, un arca.

#### Capilla de San Antonio de Padua

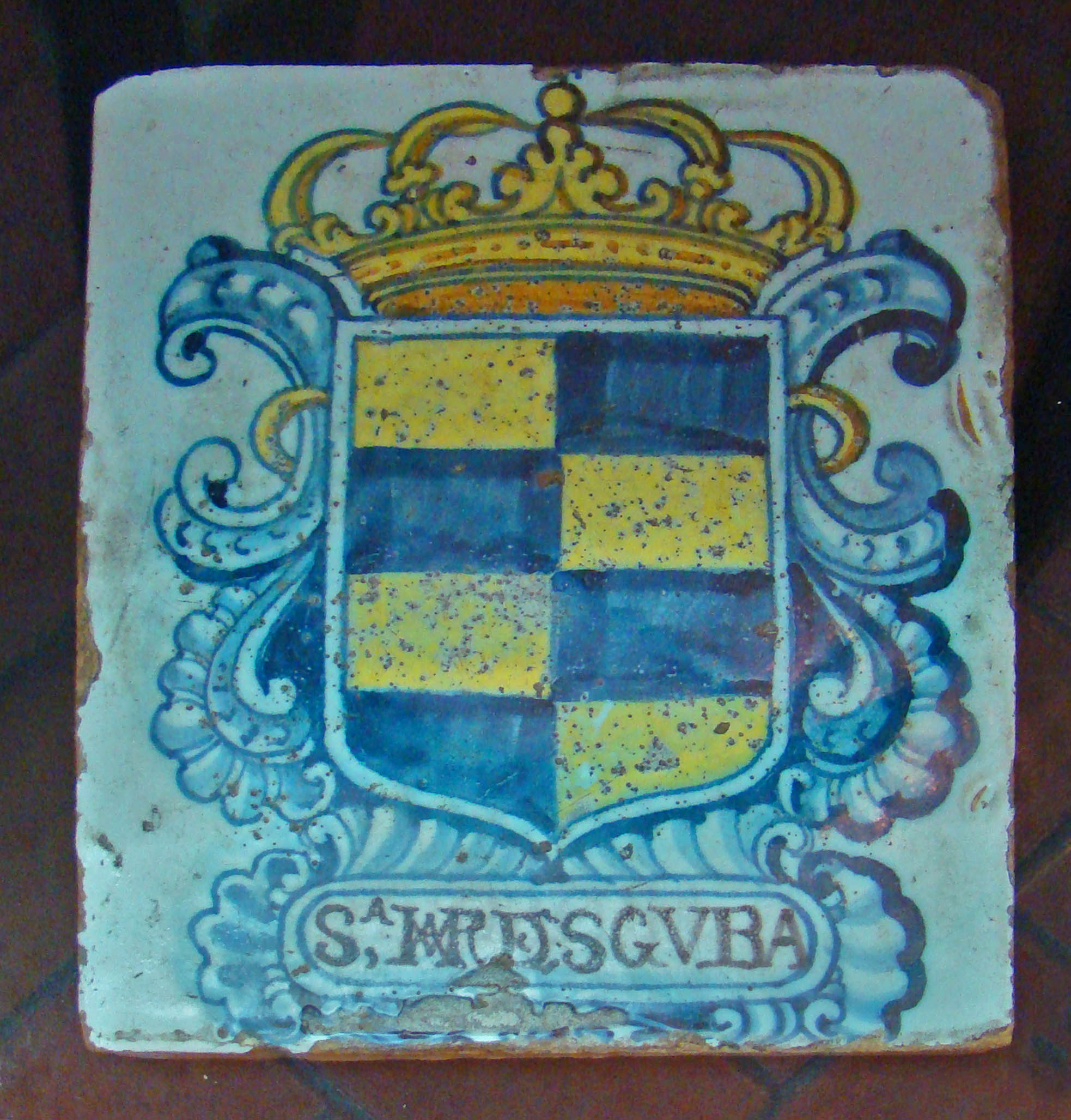
Azulejo del censo del Hospital de Esgueva en Valladolid. Museo de Valladolid en el palacio de Fabio Nelli

Se encontraba en el muro norte de la iglesia, (lado del Evangelio). Fue fundada en el siglo XV por Luis Morales, tesorero del rey Juan II de Castilla con la advocación de Santa Ana. Después pasó al patronazgo de la familia Ulloa hasta que en el siglo XVII otro miembro de esa familia vendió todo el recinto de la capilla a la Cofradía-Hermandad de los Mancebos Sastres y desde entonces pasó a llamarse capilla de San Antonio de Padua, que es el patrón y titular de esta hermandad. La Cofradía encargó en 1650 un retablo al ensamblador José de Castilla. En el contrato se dice que debían pagar al maestro 5900 reales. En el centro estaba la estatua de San Antonio que había traído desde Florencia el banquero genovés afincado en Valladolid, Jácome Espínola, para donarla a la Cofradía. Sobremonte escribe sobre esta imagen calificándola de buenísima y dice que se la conocía como San Antonio el Rico para distinguirla de la capilla conocida como San Antonio el Pobre.

#### Capilla de San Francisco
Anteriormente se llamó capilla de San Mancio y fue fundada por el ballestero mayor Ruy Pérez de Agraz, pasando más tarde el patronazgo al Hospital de Esgueva.

#### Capillas de Santa Catalina y San Carlos Borromeo

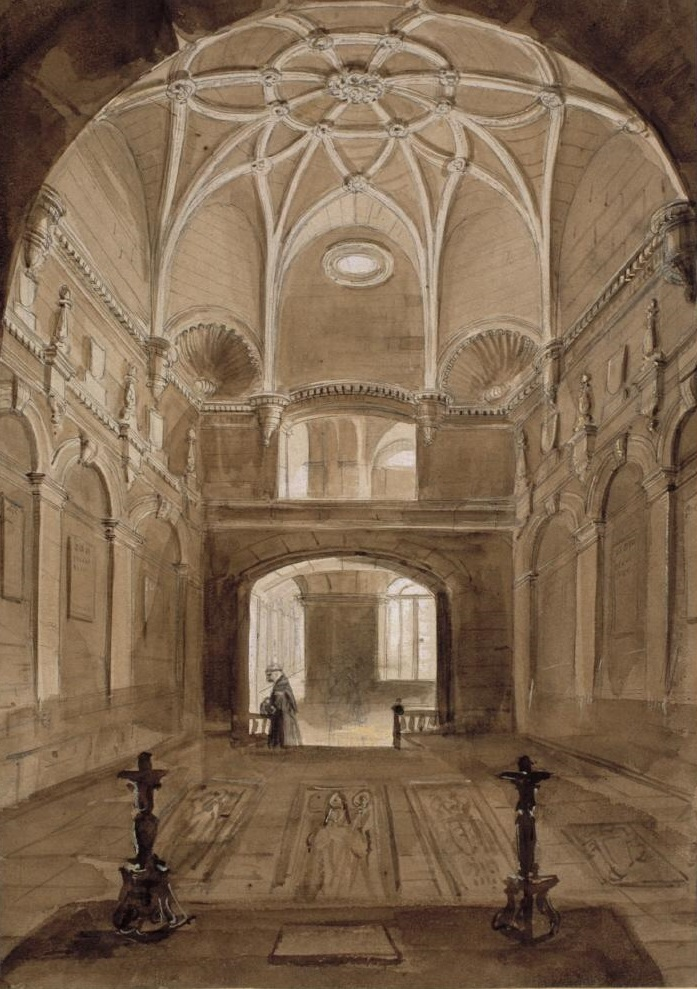
Grabado decimonónico que representa la capilla de santa Catalina conocida como de los Linajes cuyo autor es Valentín Carderera

Ambas capillas estaban situadas a continuación de la de San Francisco, en el muro norte de la iglesia. Carlos de Venero y Leyva (capellán del rey Felipe III y canónigo de la catedral de Toledo) obtuvo el patronazgo de estas dos capillas cuyas escrituras para esta concesión datan de 1602 y 1603 y se conservan en el Archivo Histórico Provincial de Valladolid. La que se llamó capilla de Santa Catalina debió ser de grandes proporciones y, según escribe Sobremonte:

[...] la más moderna y la más elegante, majestuosa y aseada de la iglesia... [...]

En esos mismos documentos del Archivo se da noticia sobre las misas y memorias por el alma del patrocinador y sus familiares, y sobre las obras y trabajos a realizar en la capilla para su mejora y ornamentación, todo a cargo de Carlos de Venero que gastó en los trabajos 26.829 reales, más ajuar litúrgico (corporales, paños de altar, purificadores, amitos, frontales de tisú, casullas, etc.) por un valor de 535 ducados. A lo que hay que añadir un retablo de Santa Catalina, mencionado por Sobremonte con un coste de 600 ducados. La capilla de San Carlos Borromeo no tenía salida directa hacia la iglesia y era como un apéndice de la anterior, comprada y reedificada por el mismo patrocinador en 1624.
Sepulcros y otras obras

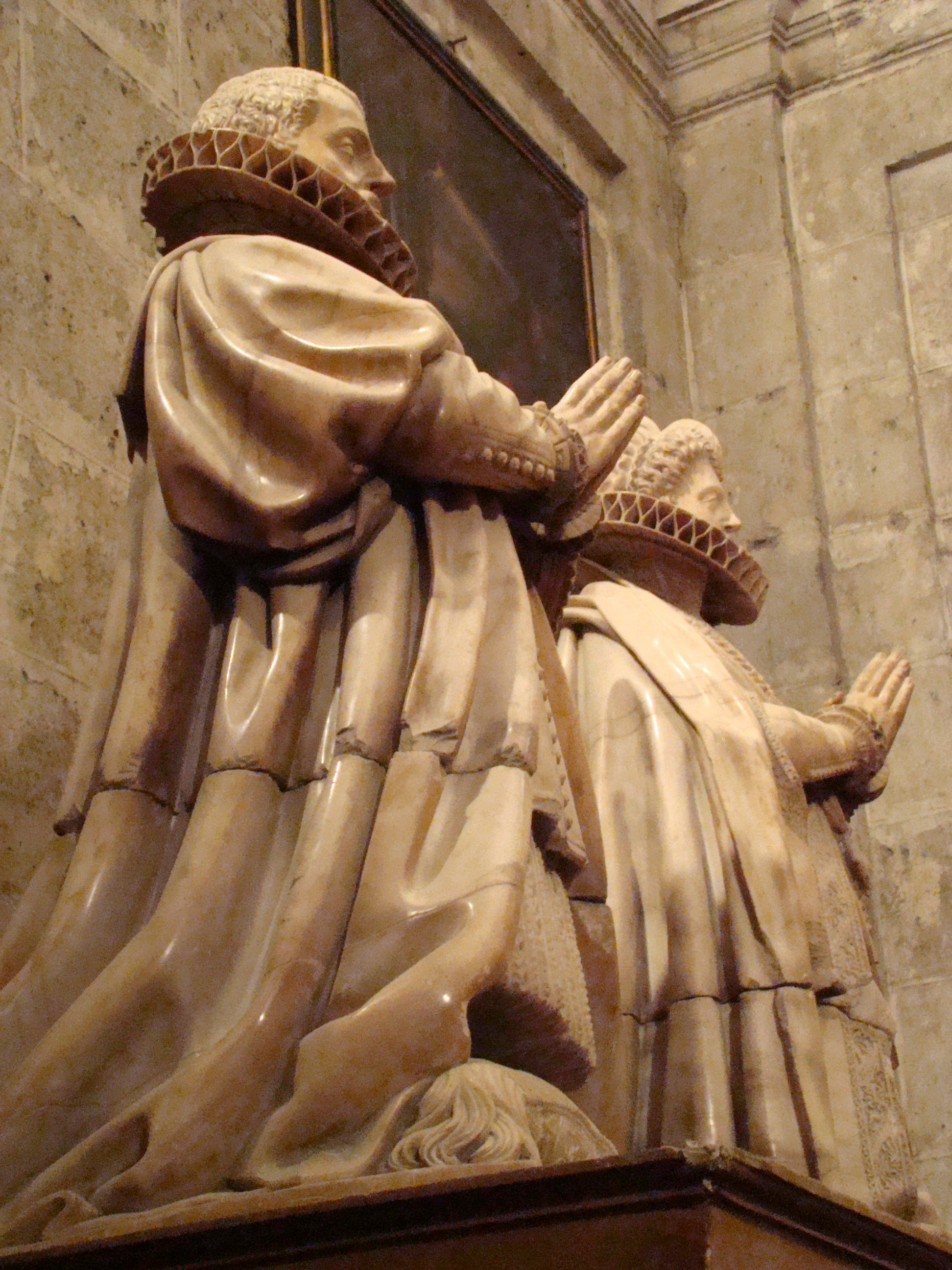
Estatuas funerarias de la familia Venero-Leyva. Están depositadas en la catedral de Valladolid

En esta capilla estuvieron enterrados personajes de las familias más ilustres de Valladolid por lo que hubo un tiempo en que se la conoció como capilla de los Linajes: las familias de los Mudarra, Ondergardo, Zárate, Venero y Leyva. Los bultos funerarios de esta familia (Leyva) fueron realizados por seguidores del escultor Pompeyo Leoni y fueron catalogados en 1861 y trasladados a la catedral
donde pueden verse, junto con el retablo y una imagen de Santa Catalina hecha por Francisco de Rincón y otras imágenes más pequeñas.

#### Capilla de San Antonio el pobre
Esta capilla se hallaba situada a los pies de la iglesia, debajo del coro y su espacio comprendía la zona de dos capillas anteriores llamadas de la Trinidad y de San Antonio. Fue remodelada y adornada en 1617. Tenía también el título de capilla de los Cañedos cuyos enterramientos estaban en dos tumbas de yeso bajo arcos góticos.

#### Capilla de Santa Ana
Se sabe que a partir de 1659 pasó a propiedad de tres familias consecutivas. En primer lugar la compró Casilda de Espinosa que estaba casada con el secretario del Santo Oficio de la Inquisición Diego Montero de Carrera. Después pasó a manos de Juan de Para, contador de S. M. para finalmente heredarla Sebastián Montero de Espinosa y Juana Durango de Quirós, señores de la villa de Castroserna (Segovia). La capilla tenía dos rejas, una que daba a la nave de la iglesia y otra a la llamada nave de Santa Juana.

#### Capilla de San Diego

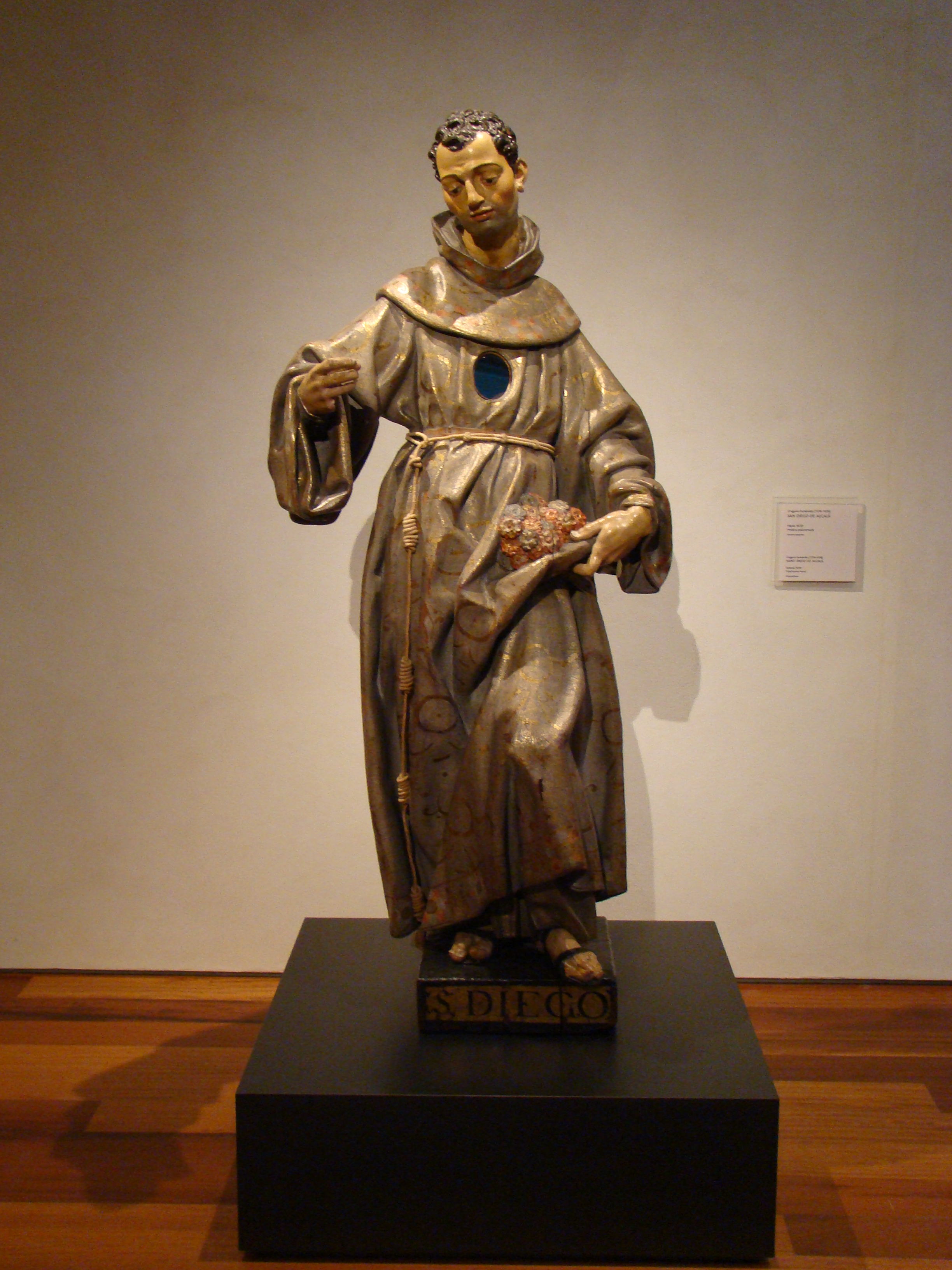
San Diego de Alcalá, titular de la capilla. Se encuentra en el museo de Escultura de Valladolid

Esta capilla como todas las que se describen a continuación estaba en el muro sur que daba al claustro al cual tenía acceso. Fue su protector el licenciado Diego de Escudero. Tenía una imagen del titular de San Diego de Alcalá, obra de Gregorio Fernández.

#### Capilla de la Encarnación
Había dos capillas diferentes con esta misma advocación, aunque esta se llamaba antes capilla de Santiago. En el siglo XVII era patronazgo de Clemente Formento, Regidor perpetuo de Valladolid que la adquirió en 1622, emprendiendo obras de restauración y cambiando el titular. Su escudo podía verse adornando la capilla. La descripción de esta capilla se encuentra en varios documentos por lo que ha sido posible hacer una buena exposición de todos sus componentes y de los maestros que intervinieron. Los autores de las nuevas trazas fueron Francisco de Praves y Rodrigo de la Cantera. El arco de acceso se construyó en cantería. Los maestros canteros fueron Pedro de Vega y Domingo del Rey. El altar estaba colocado en el muro este mientras que en el muro del fondo se abría una puerta que daba al claustro.
Reja
La capilla estaba cerrada por una reja obra de Matías Ruiz a partir de un modelo de madera que se le había entregado. Tenía 32 balaustres y se asentaba sobre un podio de piedra; la cornisa era de madera.
Retablo
Era de un solo cuerpo más ático, con un gran lienzo de la Anunciación que se supone obra de Diego Valentín Díaz. El retablo fue dorado por el maestro Tomás de Prado que doró también la reja, según consta en documentos del Archivo.

#### Capilla de Nuestra Señora de la Soledad
El primer patronazgo de esta capilla fue de Pablo de la Vega cuyo retrato se encontraba colgado de una de las paredes con un pie que decía:

D. Paulus de la Vega Huius saceli primus patronus

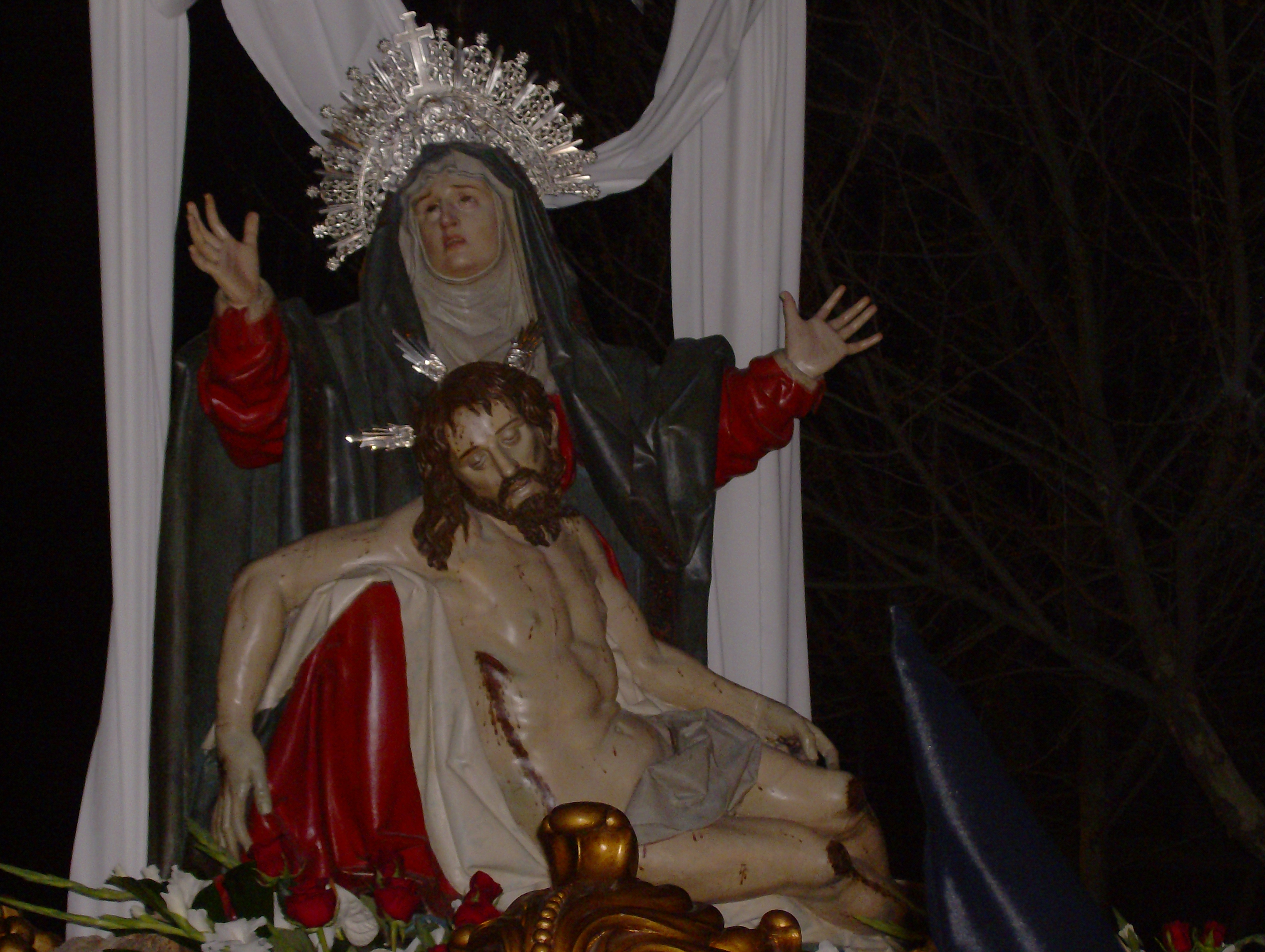
Quinta Angustia de Gregorio Fernández

En 1590 heredaron la capilla Juan de Sevilla y su mujer Ana de la Vega. Por entonces la capilla estaba bajo el titular San Bernardino. En el siglo XVII perteneció a Francisco de Cárdenas que fue quien encargó el retablo dedicado a la Piedad, cambiando al mismo tiempo la advocación.
Retablo
El retablo y el grupo escultórico de la Piedad son obra de Gregorio Fernández y fueron trasladados tras la Desamortización a la iglesia de San Martín de Valladolid, a la capilla cuyo patronazgo pertenecía a la familia vallisoletana de los Fresno de Galdo.

#### Capilla del Santo Cristo
Estaba situada en el muro sur de la iglesia que daba al claustro. En 1576 tenía como titular a San Andrés. Los frailes la vendieron a su médico de cabecera (clérigo) Juan Rodríguez de Santamaría para capilla funeraria para él y su familia. Juan Rodríguez la restauró y adornó.
Inventario

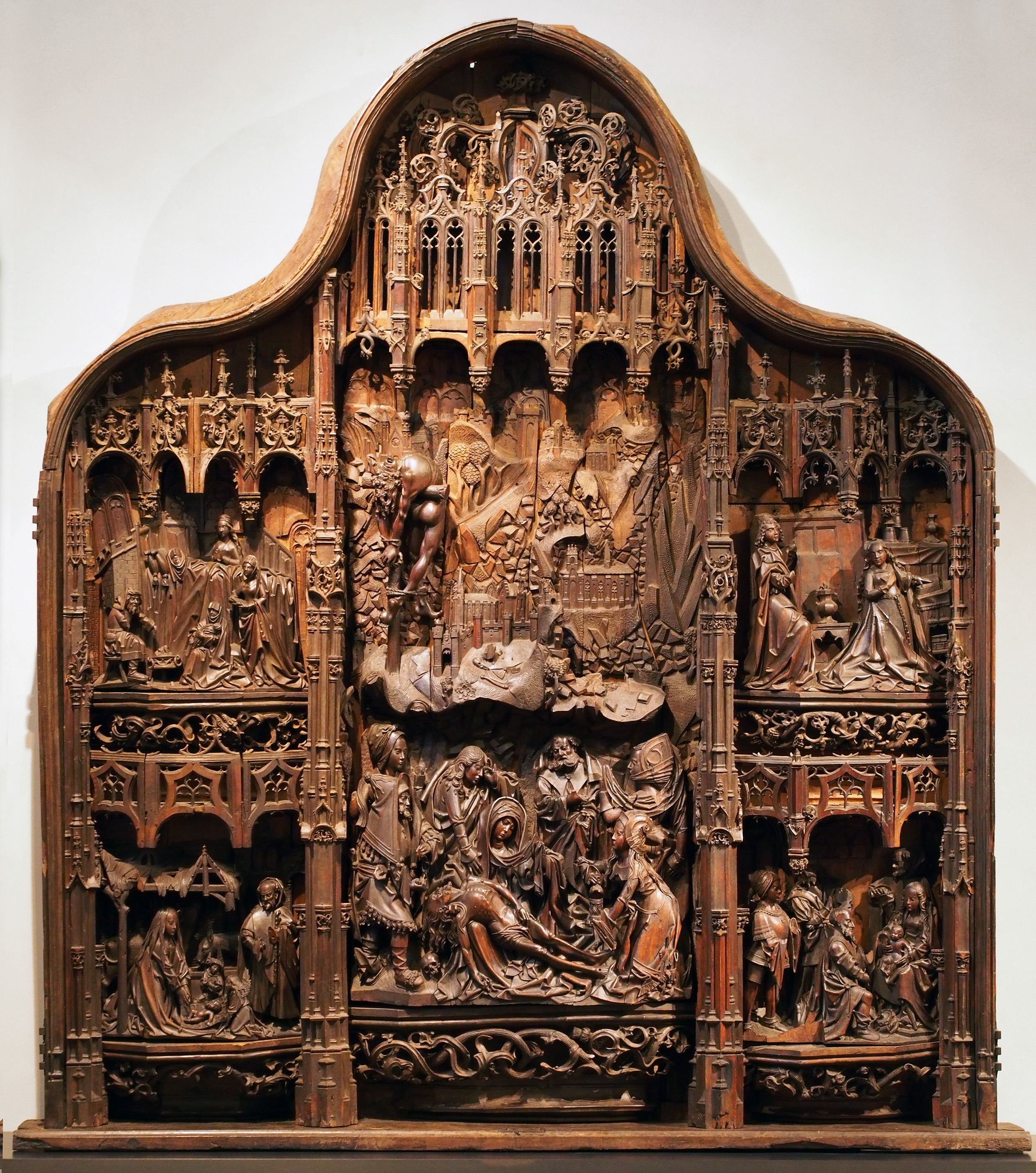
Anónimo brabazón. Retablo de la vida de la Virgen, antes llamado del Descendimiento. Hacia 1515

Según cuenta Sobremonte en esta capilla había un retablo de madera en blanco con figuras pequeñas y con el tema de la Pasión y muerte de Cristo. Este retablo se ha identificado con el que se conserva en el Museo de Escultura, un tríptico flamenco de nogal sin pintar. El erudito Rafael de Floranes alude a un Cristo grande colocado en el “retablo del Crucifijo” que dio nombre en algún momento a esta capilla. Se desconoce su paradero.

#### Capilla de la Encarnación
Segunda con este nombre, estaba ubicada debajo del coro y anteriormente estaba dedicada a San Pablo. En el siglo XVI se hizo cargo como patrono el cerero Antonio de Frómista y su mujer Juana de la Vega.

#### Coro
Hasta el siglo XVI el coro de la iglesia estaba situado en el presbiterio, hasta que el convento decidió quitarlo para levantar uno nuevo en lo alto y a los pies del templo. Este coro alto tuvo una sillería con dos pisos de sitiales que en total sumaban 84, por lo que en algunas épocas de la vida del convento no cabían sentados todos los monjes, cuando alcanzaron la cifra de 100. Este coro antiguo fue ejecutado por dos franciscanos entalladores, frailes de esta casa y fue sustituido en 1735 por una nueva sillería a la moda rococó cuya obra de talla se debe a Pedro de Sierra. Fue colocada y ensamblada por su hermano fray Jacinto de Sierra, con la ayuda de otros ensambladores, de cuyo hecho da noticia Ventura Pérez (que también era ensamblador) en su Diario de Valladolid:

Año de 1735, día de San Francisco se estrenó la sillería del coro de su real convento, aunque no del todo perfeccionada, que de todo punto se concluyó el día 7 de Diciembre de dicho año. La costeó y mandó hacer el reverendísimo P. Fr. Juan de Soto, ministro general de toda la orden e hijo de esta ciudad y convento. La ejecutó Fr. Jacinto de Sierra, religioso sacerdote recoleto de dicha orden, hijo del convento del Abrojo; y de los oficiales que la concluyeron, entre muchos que trabajaron, fueron Tomás Rey, Manuel Villa, Manuel Mazariegos, Juan de Paredes, Manuel Conde, José García y yo Ventura Pérez. Sea para honra y gloria de Dios y su culto divino.

Algunas noticias de historiadores sobre el coro
Según cuenta Canesi, el suelo era de ladrillo y azulejos y fue costeado por el Gran Capitán que había sido huésped del convento. En 1567, María de Mendoza, por entonces viuda del secretario y banquero de Carlos I, Francisco de los Cobos, donó una limosna para que los frailes pudieran reparar las bóvedas que se habían hundido.
Sobremonte, en el siglo XVII, hace mención de otra obra que fue necesario hacer, asegurando el coro con dos pilastras. Esta noticia se ve respaldada por el testamento del maestro de cantería Pedro de Vega, en que decía que el convento le «debía dineros por la obra ejecutada en los pilares de sustentación del coro».
García Chico, en su obra Documentos... Pintores II (Valladolid 1956), dice que en 1612 Diego Valentín Díaz pintaba un lienzo para colocar entre las dos puertas del coro.
En 1740, según Ventura Pérez, todavía se encontraba presidiendo el coro la imagen de la Inmaculada, obra de Pedro de Sierra.
Inventario de 1809

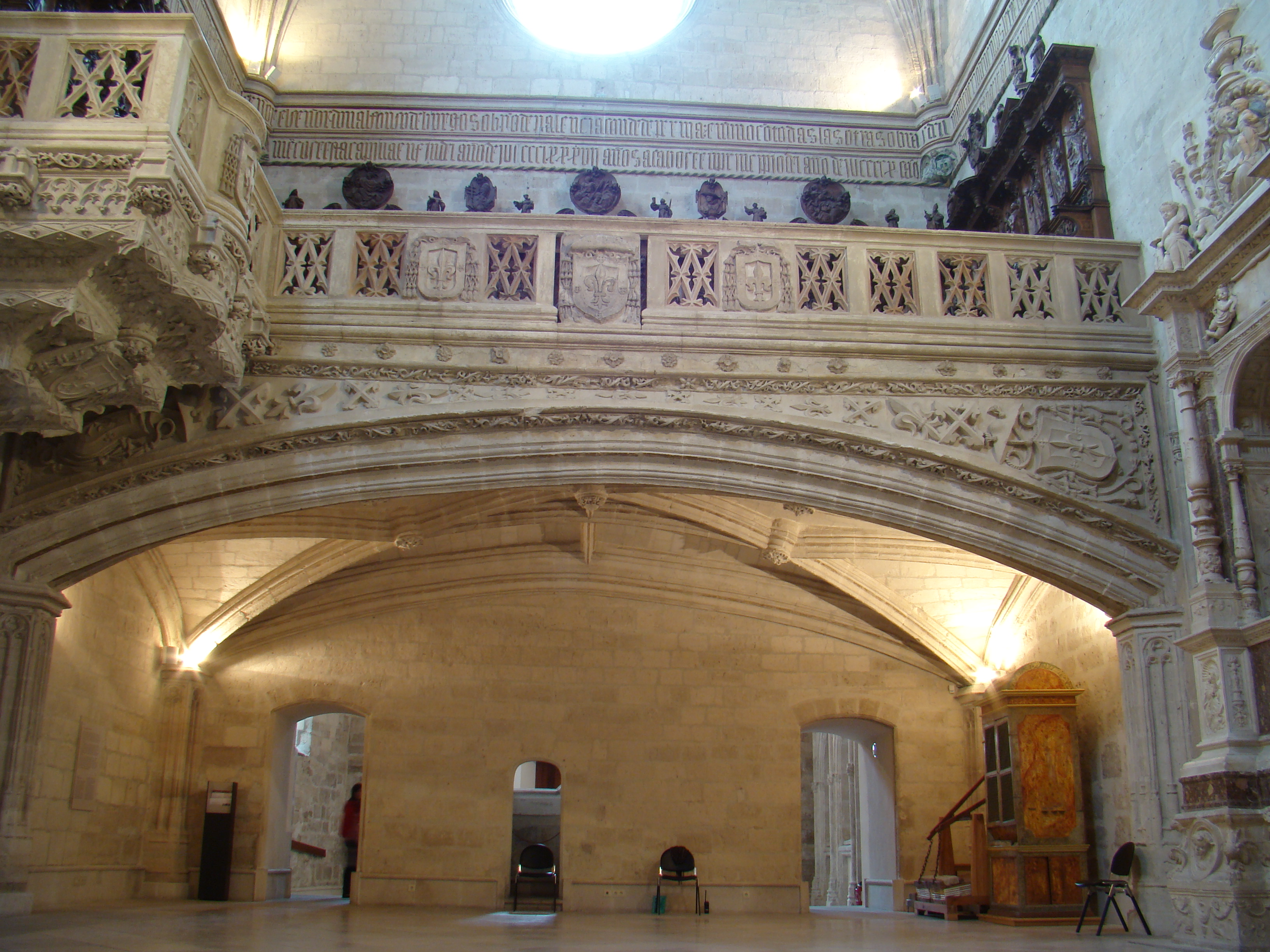
Sitiales montados en el coro alto de la capilla del colegio de San Gregorio

Había en el coro un altar llamado del Santísimo Cristo del Capítulo; dos órganos, uno más grande que el otro; un facistol adornado con el Ecce Homo; una urna donde se veneraba a San Francisco de la Parrilla. La Inmaculada más algunos paneles de la sillería de 1735 se hallan custodiados en el Museo de Escultura. Una gran parte de los sitiales se montaron en el coro alto de la capilla del colegio de San Gregorio (sede del Museo Nacional de Escultura).

#### Enterramientos reales
- El infante Pedro de Castilla, hijo de Alfonso X el Sabio y de su esposa, Violante de Aragón, que había fallecido en la localidad de Ledesma el 20 de octubre de 1283. Según Antolínez de Burgos,[53] los restos del infante Pedro se encontraban en un nicho colocado en el lado de la Epístola de la capilla mayor de la iglesia del monasterio. Sin embargo, Ambrosio de Morales afirmaba que la tumba se encontraba en la llamada Capilla de los Leones, en un sepulcro colocado en alto, y sobre el que se situaban las estatuas yacentes del infante Pedro y su esposa.[53]

- Enrique de Castilla "El Senador", hijo de Fernando III el Santo y hermano de Alfonso X el Sabio, que falleció en agosto de 1303 en la localidad burgalesa de Roa, desde donde fue traído su cadáver. En el siglo XVI, el cronista Ambrosio de Morales dejó constancia de que se desconocía el lugar exacto en que reposaban los restos del infante Enrique,[54] aunque el escritor Antolínez de Burgos manifestó que los restos del infante se encontraban en un nicho situado en la capilla mayor de la iglesia del monasterio, en el lado del Evangelio.[55]

#### Enterramientos de otros personajes
- Pedro Álvarez, señor de Noreña, padre de Rodrigo Álvarez de las Asturias en cuyo sepulcro podían leerse unos versos leoninos que ha transmitido una historia manuscrita del convento:[56]

Serve Dei Francisce, mei sis dux morientis;
Do tibi me, tu sis animae comes egredientis.
In te confido placuitque mihi tuus ordo.

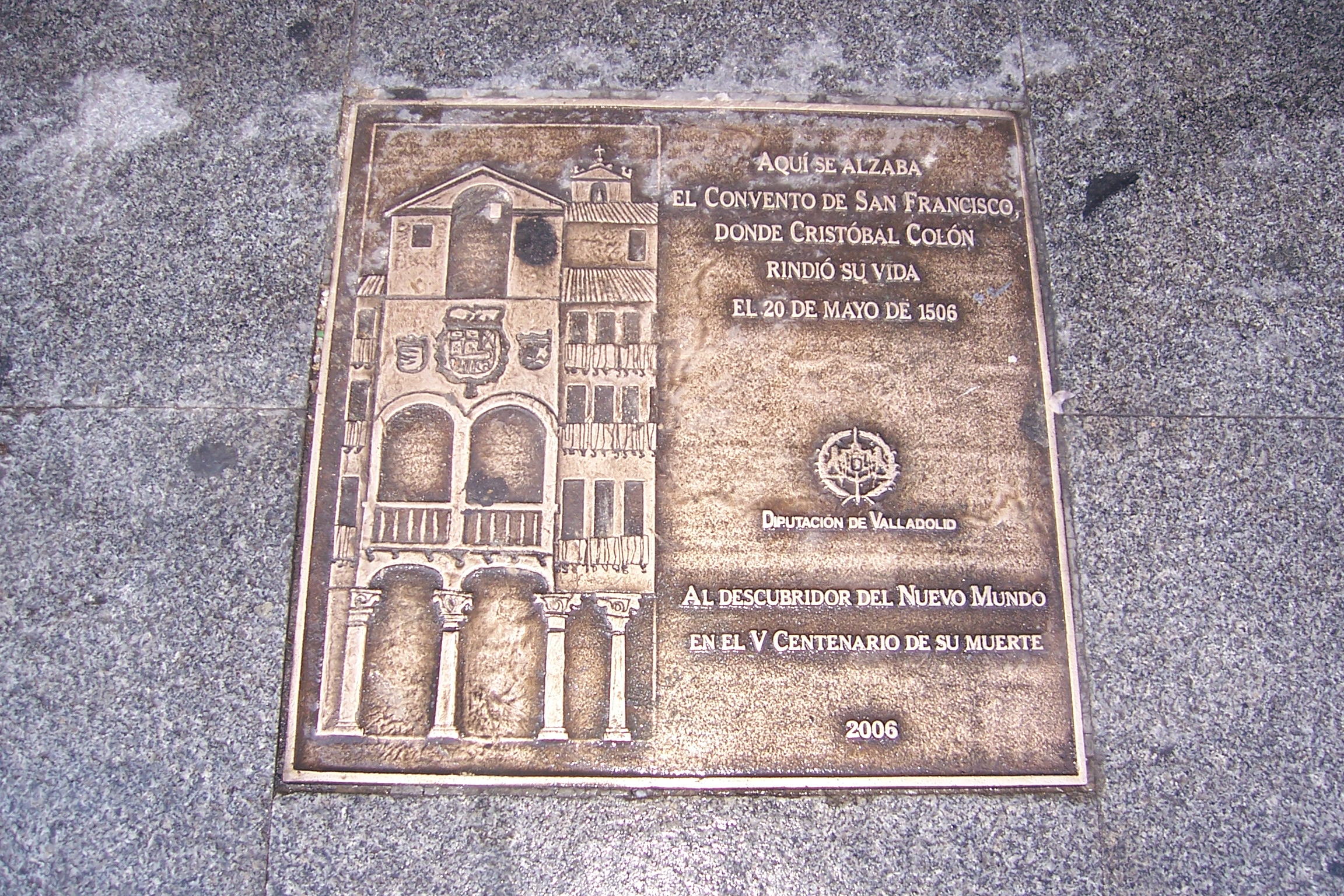
Placa conmemorativa en homenaje a Colón

Cuya traducción al castellano dice así

Siervo de Dios, Francisco, en la muerte sé mi guía;
Pues que a ti me doy, acompaña al alma mía
cuando el mundo deje. En ti confío,
y en la prudencia de tu regla me glorío".

- Álvaro de Luna, decapitado en la plaza Mayor de Valladolid y enterrado en este convento, según su deseo. Más tarde, sus restos fueron trasladados a la catedral de Toledo (capilla de Santiago), junto con los restos de su mujer y de miembros de su familia.[57]
- Cristóbal Colón, cuyos restos también fueron trasladados (y en más de una ocasión).[58]

- María de Mendoza, VII condesa de Rivadavia
- Red Hugh O'Donnell (Aodh Rua Ó Domhnaill), último príncipe de Tyrconnel (Irlanda). Murió durante el viaje a Valladolid, siendo enterrado temporalmente en el Castillo de Simancas en 1602 y trasladado más tarde al convento.[59].
- Fray Alonso de Burgos (obispo de Palencia y promotor del colegio de San Gregorio)
- Juan Hurtado de Mendoza siglo XIV), uno de los tutores del rey Enrique III

### Nave de Santa Juana (o de San Diego)
Estaba construida a los pies de la iglesia, tan larga como la anchura de esta y perpendicular a la nave. Era como una verdadera iglesia, con altar mayor y ocho capillas distribuidas a derecha e izquierda. Las capillas del lado del Evangelio eran: San Diego; San Miguel; Santa Ana y Santo Cristo. Las capillas del lado de la Epístola eran: San Cosme y San Damián; Nuestra Señora la Blanca; San Juan Bautista y Nuestra Señora. Se entraba desde el claustro y servía como lugar de paso para acceder a la portería principal que a su vez daba a la plaza Mayor.

### Capilla de los Ajusticiados o capilla de la Sagrada Pasión
Estaba situada junto a la nave de Santa Juana en el primer patio según se entraba por la puerta principal. Fue construida en 1598, situada, según los comentarios de Sobremonte:

[...] entre la puerta de la iglesia o nave de Santa Juana y la pared de la casa de Baltasar de Paredes [...]

Tenía un altar con un Cristo acompañado de la Virgen y Juan Evangelista, donde siempre había una vela encendida. En el suelo había grandes losas de enterramiento para los ajusticiados, salvo aquellos que habían sido degollados, que eran enterrados en el claustro. Por las paredes de la capilla corría una inscripción que daba noticia del patronazgo ostentado por la Real Cofradía Penitencial de Nuestra Señora de la Pasión y San Juan Bautista Degollado y de las indulgencias concedidas por el obispo de Valladolid Juan Vigil de Quiñones para aquellos que rezasen en la capilla implorando por el alma de los difuntos enterrados allí. Así funcionó durante dos siglos hasta que en los primeros años del siglo XVIII se hizo una remodelación del recinto, a petición del peinero Antonio Fernández que, junto con otras personas piadosas, dio limosna para las obras. La nueva construcción fue realizada por el maestro Joseph Gómez que dejó como limosna los 12 reales que le correspondían por hacer el proyecto.
Ventura Pérez en su Diario de Valladolid da la noticia en 1752 de la construcción de una nueva capilla junto a la antigua, para enterramiento de nobles y muertos por garrote, más un espacio entre las dos capillas para los ajusticiados que no son descuartizados y esparcidos sus restos por los caminos, según era costumbre para los delitos de sangre.

### Sacristía yresacristía
Era un recinto de forma rectangular, de 16,80 m por 7,28 m, construido hacia 1574, que se extendía a lo largo de la calle de Olleros con la que limitaba y donde se abrían tres ventanas; por el lado contrario el recinto estaba pegado a la capilla mayor y a la capilla llamada de los Leones. Se cubría con bóveda de crucería con terceletes y estaba bien reforzada con contrafuertes. A su lado estaba la capilla-lavatorio, también con bóveda de crucería, y un poco más allá, por detrás de la cabecera del templo estaba la capilla de San Bernardino, que hacía las veces de resacristía.
Inventario de 1809
La relación que se hace de los bienes muebles y suntuarios de esta estancia es bastante extensa. Entre otros muchos objetos se describen:
- Cajonería y mesa de nogal.
- Cinco espejos de cuerpo entero con marcos decorados.
- Nueve lienzos con las imágenes de San Buenaventura, San Pedro Regalado, Descendimiento, Purísima, Paso de los Azotes, San Joaquín, Inocencio XI, Clemente XIV, cardenal Cánsate, y se dice que “todos con sus marcos sobredorados”. Otros nueve o más cuadros algo más pequeños sobre distintos temas y retratos.
- Santo Cristo de marfil, catalogado en el Museo Nacional de Escultura (Valladolid) por Agapito y Revilla.
- Relicario.
- Un arca sobredorada, con cristales.
- Una vitrina con un reloj y diversas piezas de plata más ornamentos litúrgicos (10 cálices, una lámpara de plata, un tabernáculo forrado de plata, alfombras, etc.).

### Claustro mayor
Se sabe que el monasterio disponía de otros claustros o patios además del claustro mayor propiamente dicho, pero no se conoce muy bien su situación ni el destino que se les daba. El claustro mayor estaba situado junto al muro sur de la iglesia. Fue obra de finales del siglo XV, rehecho por Diego de Praves en 1595. En el siglo XVII estaba adornado con un zócalo de azulejos y su suelo enchinarrado haciendo dibujos geométricos. Tenía colgados de los muros lienzos sobre la vida de San Francisco, obra de Felipe Gil de Mena. Este pintor trabajó mucho en este claustro no solo con la realización de los grandes lienzos sino pintando los lunetos de las bóvedas. Otro pintor fue fray Diego de Frutos, lego del convento que en el siglo XVIII pintó sobre la vida de San Pedro Regalado. En 1641, el pintor Blas de Cervera se hizo cargo de la pintura del claustro bajo con historias de la vida de san Francisco.

#### Capilla de Santa Cruz
Llamada también capilla de los Santisteban, una de las familias más notables de Valladolid. Los historiadores sitúan esta capilla junto a la de los condes de Cabra. Los libros antiguos del convento dicen que sirvió como primitiva iglesia para la comunidad cuando todavía no se había construido la otra.

#### Capilla de la Porciúncula
Según Sobremonte, estaba situada en el segundo lado del claustro. Pertenecía a la familia Vitoria que ostentaba el patronazgo en la figura del tesorero Luis de Vitoria quien invirtió mucho dinero en arreglarla, ponerle reja, retablo de 1622 y adornos, incluidos sus escudos en las paredes. La capilla tuvo dos buenas rejas, una que la separaba de la iglesia y la otra del claustro. A su muerte heredó la capilla su hija Antonia de Vitoria.

#### Capilla de los condes de Cabra
Tuvo diferentes nombres a través de los años:
- Capilla de San Antonio
- Capilla de la Concepción
- Capilla de las Maravillas
- Capilla de los Condes de Cabra
- Capilla de la Concepción (y al mismo tiempo del Relicario y del Comulgatorio)

Se encontraba en el entorno del claustro y, según el historiador Canesi en el tránsito oscuro que está al salir de la capilla mayor a mano derecha.
Patronazgo
Se sabe que a principios del siglo XVI, Luis de la Cerda (señor de Villora) y su esposa Francisca de Castañeda eran los patronos de la capilla. Su nieta Francisca de la Cerda Zúñiga y Castañeda se casó con el III conde de Cabra, llamado Diego Fernández de Córdoba; el matrimonio obtuvo de nuevo el patronazgo y desde entonces dio nombre a la capilla.
En 1617 el patronazgo revirtió al convento. Fue en este año cuando se colocó en esta capilla la famosa Inmaculada de Gregorio Fernández, primera de la serie de Inmaculadas realizadas por este escultor, buscada por historiadores e investigadores y que se halla en paradero desconocido. En el siglo XVIII los frailes cedieron el patronazgo a Lope de Quevedo, personaje a quien al parecer debían muchos favores.
La Cofradía de la Concepción
La Cofradía de Nuestra Señora de la pura y limpia Concepción tenía su sede en el convento, donde llevaban a cabo sus fiestas religiosas, capítulos y reuniones. En 1617 la comunidad cedió a esta cofradía la capilla de los condes de Cabra, llamada nuevamente de la Concepción, para que allí pudiesen realizar en adelante todos sus eventos. Para tal ocasión, los frailes proporcionaron una imagen de la Inmaculada que previamente habían encargado al escultor Gregorio Fernández, que era miembro de dicha cofradía. La comunidad ofreció también una lámpara de plata. Los frailes, no obstante, insistieron mucho en el contrato en que ellos mantendrían siempre la propiedad de esta escultura y de otros objetos que mencionan:

[...] porque todo lo que se diere y adquiriere después de la fundación de la dicha cofradía se da y ofrece a la imagen de nuestra señora y no a la cofradía [...] excluyendo lo que la cofradía y cofrades hubieren puesto de su hacienda [...]

La escritura del contrato decía además que debían celebrarse en la capilla las fiestas de la Inmaculada y de Difuntos. Los frailes otorgaban también otro emplazamiento para los cabildos y juntas, una sala que estaba junto al balcón principal que daba a la plaza. Por todo lo cual, la cofradía se comprometía a pagar al año una limosna de 200 reales y se comprometía a enterrar a todos los religiosos del convento. Más tarde hubo un nuevo acuerdo por el que la cofradía decía que se conformaba para sus juntas con «... la sala donde se lee teología [...] donde hasta ahora han hecho y hacen sus juntas los cabildos [...]», y a cambio declinaban la obligación de enterrar a los frailes.
La imagen de la Inmaculada
Se sabe que en noviembre de 1617 Gregorio Fernández había terminado ya esta imagen, primera de la serie que haría más tarde a lo largo de su vida a partir de futuros encargos. En 1618 la cofradía de la Concepción encargó un retablo para ubicarla y el convento encargó su dorado al afamado y muy elogiado en su tiempo, el pintor Tomás de Prado, con fecha de 16 de junio de 1619.
En 1622 la comunidad encargó un nuevo retablo para su capilla mayor y trasladó a la caja central la Inmaculada de Gregorio Fernández. En su lugar, en la capilla de los condes de Cabra, instaló otra Inmaculada, obra de Francisco de Rincón. 
En el inventario de 1809 se describe esta imagen de Gregorio Fernández:

[...] el trono de la Purísima Concepción, con su imagen la que tiene su corona de bronce, con sus arcos con rayos de plata, algunos sobredorados y en los arcos varias piedras embutidas. Tras dicho trono hay una especie de camarín [...]

Como ya se ha dicho, esta imagen está en paradero desconocido y es uno de los grandes temas especulativos entre los historiadores españoles de arte.

### Capilla del obispo de Mondoñedo
Llamada también capilla del Sepulcro por albergar en ella esta obra escultórica de Juan de Juni. Son muchos los autores que dan datos de esta capilla y existen varios documentos sobre contratos de obras de albañilería y carpintería y contratos de artistas.
La capilla fue construida a instancias de fray Antonio de Guevara (franciscano, muerto en 1545), obispo de Mondoñedo, escritor y cronista de Carlos I, como capilla funeraria para ser enterrado. El lugar de construcción fue “en el tránsito oscuro entre el claustro y la sacristía”, en la zona donde estaba la capilla del conde de Cabra. Se construyó también un pequeño claustro precediéndola. Fray Antonio de Guevara financió también las obras de otros dos claustros. En uno de los contratos puede leerse sobre el carpintero Pedro de Salamanca que se ve requerido para:

[...] hacer 4 paños de claostra que son los 3 paños y por el cuarto hacia el refitorio tengo de hacer una roza en la pared del refitorio para que quepa el alto de la solera [...] e más tengo de hacer un zaguán [...]

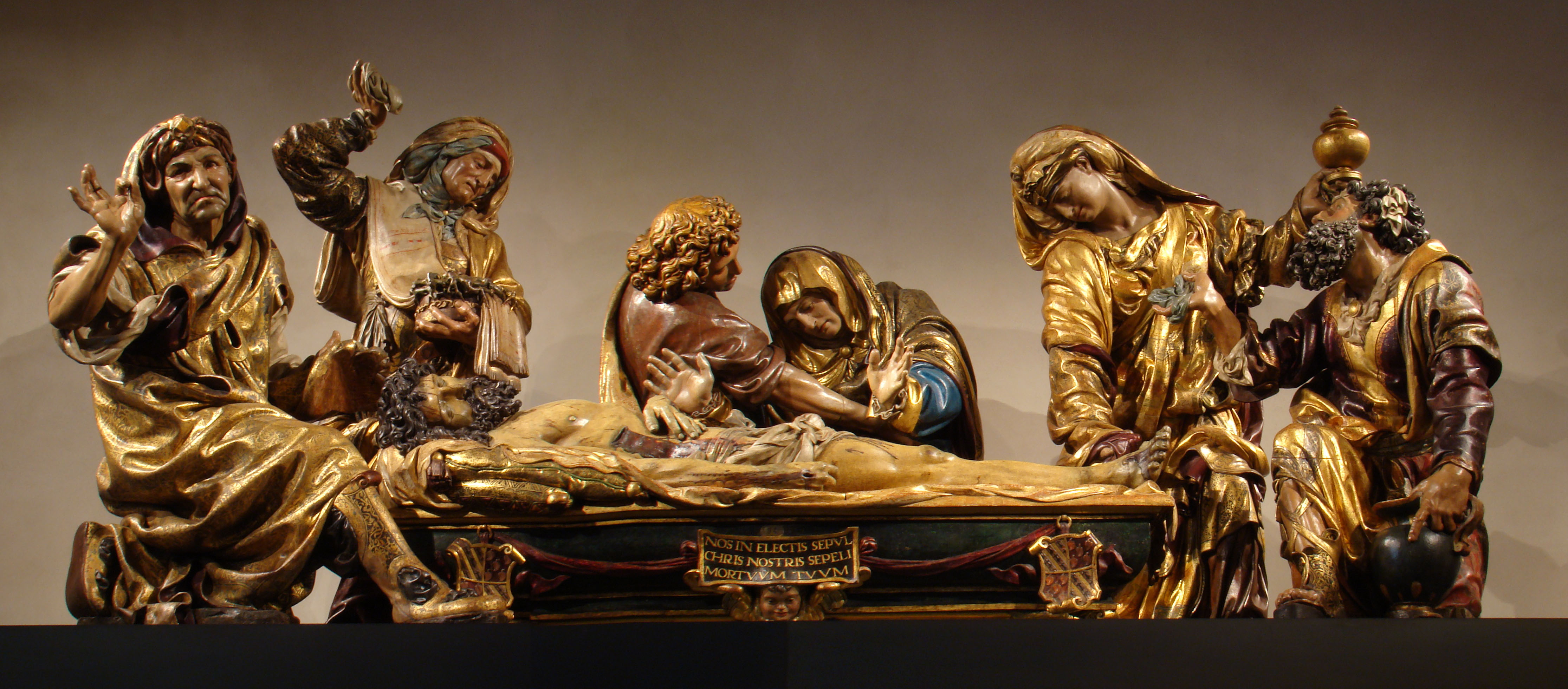
El entierro de Cristo de Juan de Juni

Fue diseñada por el escultor Juan de Juni, de planta cuadrada y con un testero en el que iría un retablo con la gran obra de este escultor, El entierro de Cristo hoy en el Museo Nacional de Escultura. El retablo y toda la capilla estaban adornados de yeserías de Jerónimo del Corral.
En 1686 debía encontrarse la capilla algo envejecida pues se requiere al dorador Manuel Martínez de Estrada para limpiarla y restaurar los dorados y pinturas, arreglando y consolidando los deterioros y desprendimientos que hubiere. En este contrato de restauración se detallan ampliamente todos los elementos y es así como se sabe que la capilla estaba adornada por cartelas, florones, mascarones, conchas, guirnaldas, ángeles, serafines, santos y otras esculturas tanto de medio cuerpo como de cuerpo entero.
Inventario de 1809
Cita principalmente la obra del Entierro de Cristo, de Juan de Juni y un apostolado ubicado en las paredes.

### Capilla de la Venerable Orden Tercera

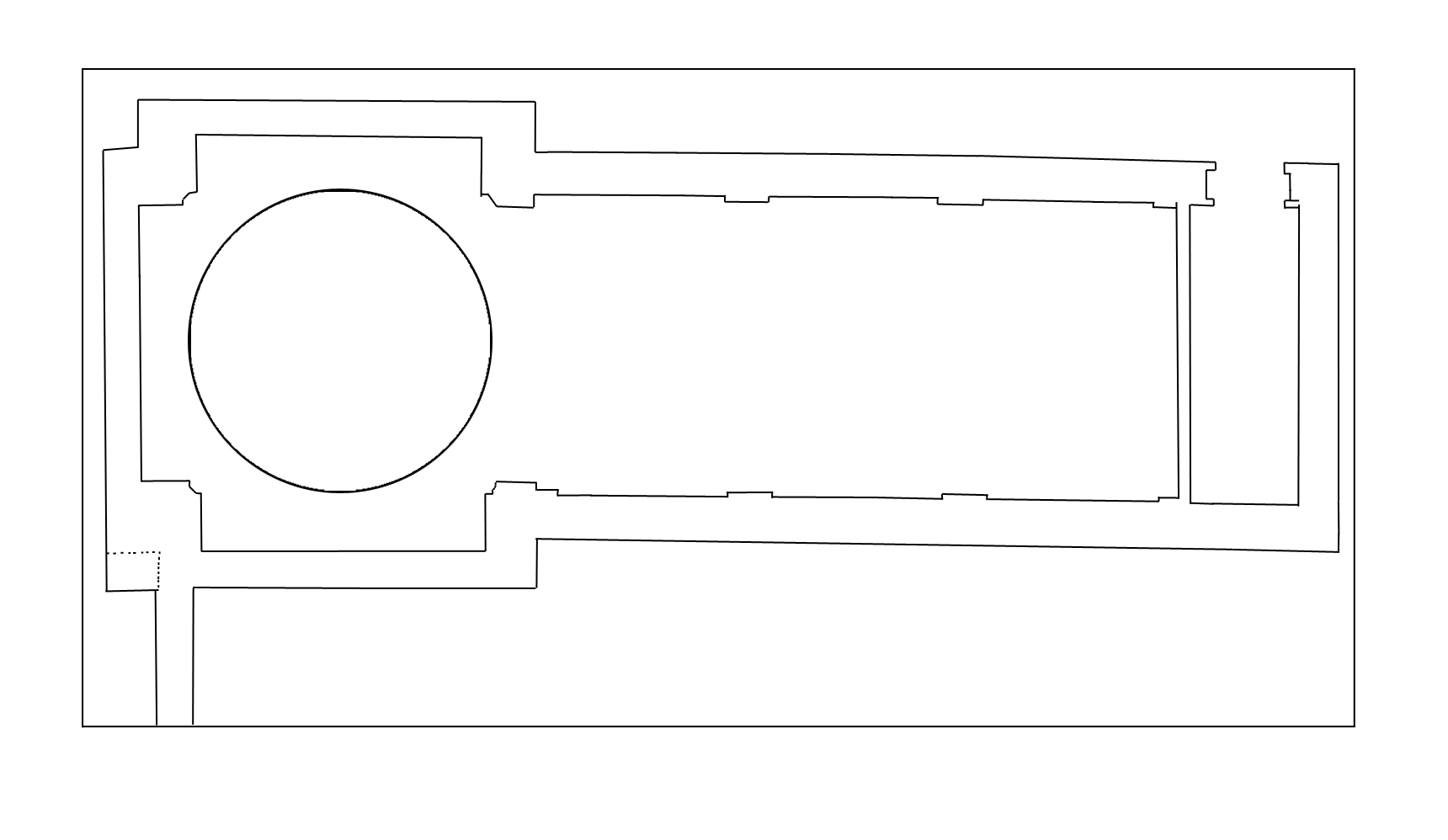
Planta de la capilla de la Venerable Orden Tercera del arquitecto Juan de Répide (1654)

A partir de 1609 se instaló en el convento la sede para la vida espiritual de la Orden Tercera (V.O.T.), compuesta por una congregación de personas de ambos sexos y variada condición social. En el convento se llevaban a cabo todos los actos sociales y religiosos de esta comunidad. Hasta la fecha de 1620 dicha hermandad se reunía para sus actividades en diversas capillas del convento, hasta que los frailes les vendieron unos terrenos cercanos a la nave de Santa Juana y una sala grande que había hecho las veces de hospedería de seglares. En esta zona se edificó su capilla y otras dependencias hacia 1622 (se tiene noticia del trabajo de los maestros albañiles y carpinteros Domingo del Rey y Antonio de Morales, siendo el proyecto o traza del arquitecto Francisco de Praves). Continuaron las obras de ampliación en 1626 cuando consiguieron, a cambio de una limosna, un poco más de espacio junto a su capilla, donde edificarían la sacristía. En 1654 hubo una nueva ampliación bajo la dirección y proyecto del arquitecto Juan de Répide y reedificaron la iglesia poniendo entonces la inscripción:

A honra y gloria de Dios y de la V. María N. S. concebida sin pecado original, y de N. P. S. Francisco se reedificó y adornó esta Capilla, con la limosna que para ello dieron los hermanos de la Tercera Horden de Penitencia, siendo ministro de ella, el hermano Andrés García, año de 1655.

Tras la ampliación, acabó siendo una verdadera iglesia, con 25,20 m de largo y 7,84 m de ancho en la nave, más 9,80 m de ancho en la capilla mayor. La sacristía se situaba del lado del Evangelio. El cuerpo de la iglesia estaba dividido en 3 tramos y la cubierta era abovedada y de ladrillo. El suelo también era de ladrillo. Las paredes estaban encaladas. En 1675 el pintor Antonio de Noboa Osorio las cubrió de pinturas, ocupándose también del dorado y decoración en otros muchos puntos del recinto (bóvedas, lunetos, arcos, ventanas, etc.). Unos años antes Diego Valentín Díaz había pintado las pechinas. Sobremonte y el padre Calderón describen el resultado de todos estos trabajos dando una impresión de conjunto barroco rico en temas y colorido. Dan cuenta así mismo del mobiliario y de las distintas zonas existentes: dos altares colaterales, un coro con órgano, sacristía con ricos ornamentos, púlpito y un pequeño jardín.
El primer retablo mayor (que se quemó en 1710) era, según Sobremonte, “todo él un ascua de oro”. Lo realizó el ensamblador Antonio Villota, con columnas salomónicas y estaba dividido en dos cuerpos y tres calles. En la caja central se colocó una imagen de la Inmaculada. El segundo retablo se concertó con los hermanos doradores Claudio y Cristóbal Martínez de Estrada.

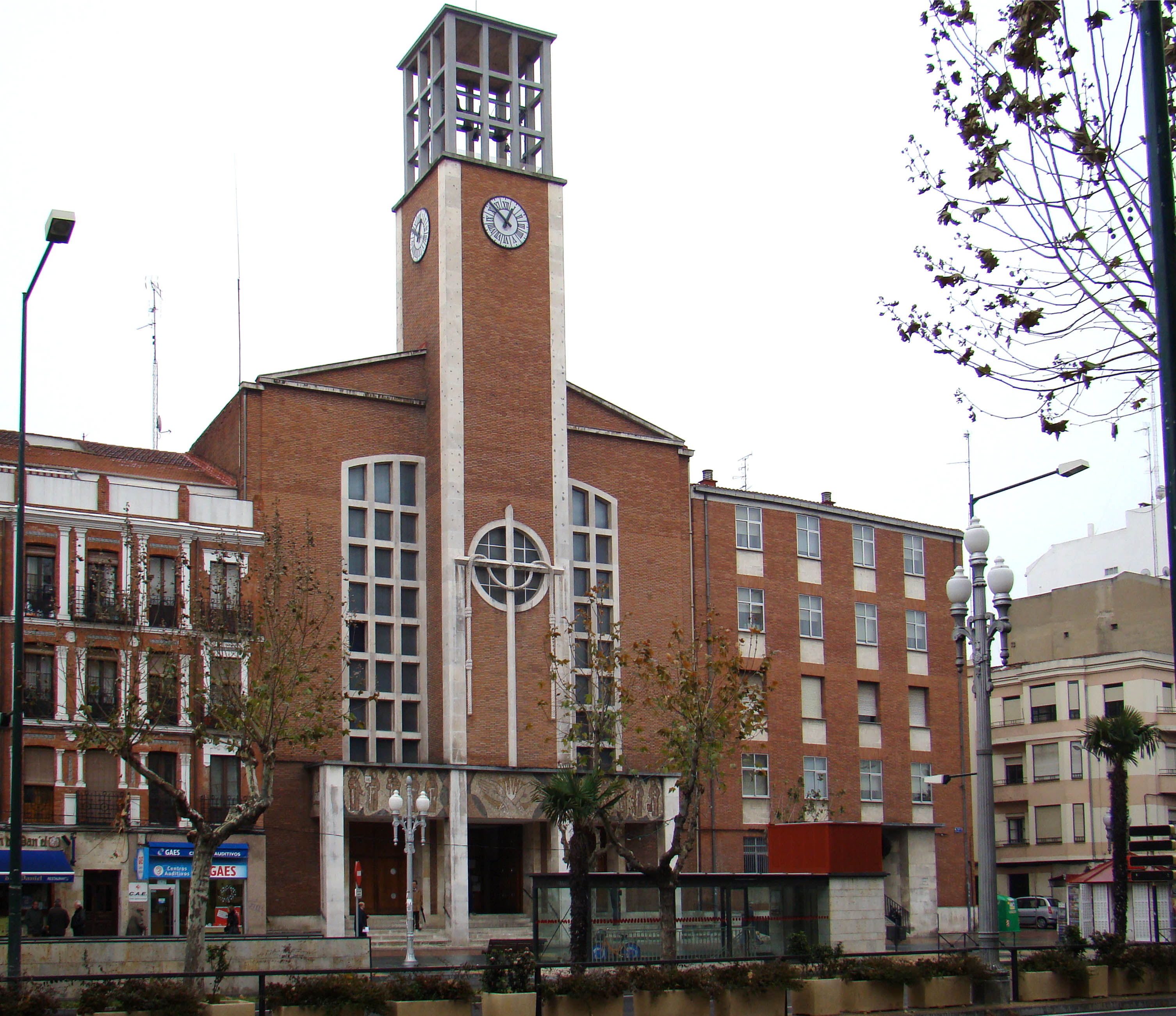
Parroquia de la Inmaculada Concepción

## El convento en el siglo XXI
Nada de lo que fue el enorme recinto de este convento de San Francisco subsiste en la memoria de los vallisoletanos del siglo XXI. Las nuevas calles abiertas en su solar no evocan al transeúnte lo que hubo allí edificado un siglo atrás. Tan solo ha quedado como recuerdo la llamada acera de San Francisco, para designar el tramo de los soportales de la plaza Mayor, pero no de manera oficial sino como tradición en personas de una edad ya avanzada que lo oyeron nombrar así en su niñez. Los franciscanos residen desde mediados del siglo XX en el Paseo de Zorrilla nº 27 donde tienen la iglesia-parroquia de la Inmaculada Concepción. Es un edificio moderno obra del arquitecto vallisoletano Julio González Martín.